# Storia economica dell'Italia preunitaria
La storia economica dell'Italia preunitaria percorre i cambiamenti economici e sociali del territorio italiano dall'epoca romana fino all'unità d'Italia (1860).

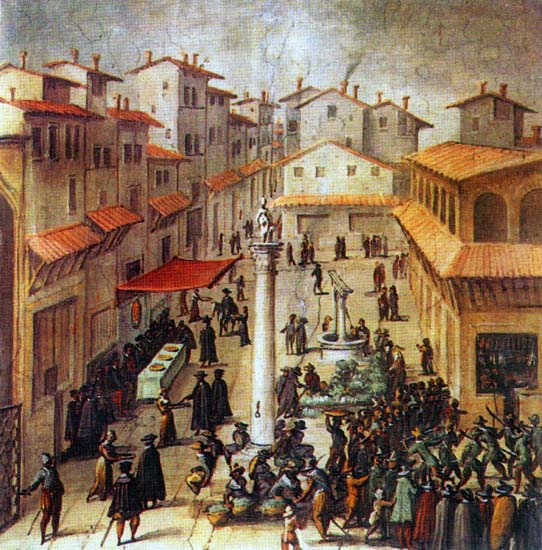
Firenze, Piazza del Mercato Vecchio (1555), affresco di Giovanni Stradano, Palazzo Vecchio, Sala di Gualdrada.

In epoca Romana, la penisola italiana ebbe una densità demografica ed una floridezza economica più elevate rispetto al resto dell'Europa e del bacino del mediterraneo, specie durante i secoli I e II. A partire dal III secolo d.C., l'impero Romano si avviò al declino. Durante l'alto medioevo (secoli VII-IX) l'economia era depressa, di semi-sussistenza, e gravitava attorno ai centri feudali. A partire dal X secolo, la popolazione e l'economia italiane cominciarono nuovamente a crescere, assieme ai centri urbani. Si svilupparono col tempo estese reti commerciali che legavano i centri italiani ad un bacino di relazioni dall'Asia all'Europa settentrionale. Questi centri di attività manifatturiere, finanziarie, mercantili e culturali resero l'economia italiana più prospera degli altri paesi europei. L'arrivo della peste nera alla metà del 1300 decimò la popolazione, ma fu presto seguita da una rinascita economica. Questa crescita produsse una florida economia rinascimentale, avanzata rispetto agli altri paesi europei. I settori di punta del territorio italiano erano il tessile (lavorati di lana e seta, ampiamente esportati), i servizi bancari e i trasporti marittimi. Nel corso del 1600 il sistema economico si indebolì e le imprese legate ai maggiori centri urbani declinarono. Olanda, Inghilterra e Francia assunsero un ruolo economico prominente in Europa e l'Italia perse la posizione dominante nelle esportazioni tessili, nelle intermediazioni finanziarie e nei trasporti marittimi. La stagnazione avviò una frantumazione delle relazioni economiche nell'area italiana. Tra il Settecento e la metà dell'Ottocento, l'Italia rimase suddivisa in piccoli stati e a discapito di diverse riforme rimase un territorio periferico e depresso.

## Andamento delle economie prima della crescita moderna

### Caratteri generali della crescita del PIL nelle economie preindustriali
Le economie del passato, prima dell’industrializzazione erano caratterizzate da un andamento diverso da quello attuale. A differenza di oggi, il prodotto aggregato, che è l’attività produttiva complessiva di un paese, e il prodotto pro capite, che é un indicatore che permette di valutare il tenore di vita di un singolo individuo della popolazione, spesso non crescevano insieme, questo è dovuto al fatto che insieme alla crescita del prodotto aggregato è presente una forte crescita della popolazione, che però cresceva più velocemente della produzione, questo comportava una forte pressione sulle risorse comportando una diminuzione del prodotto pro capite nel lungo periodo, fino a che un fattore esterno come carestie ed epidemie causava una diminuzione della popolazione che comportava un crollo del prodotto aggregato ed un aumento della ricchezza pro capite. Questo modello di crescita si mantenne in gran parte dell’Europa Occidentale fino al 1820, quando grazie all’introduzione di importanti innovazioni fu possibile l’inizio della crescita moderna caratterizzata da un rapido aumento di tutte e tre le variabili.

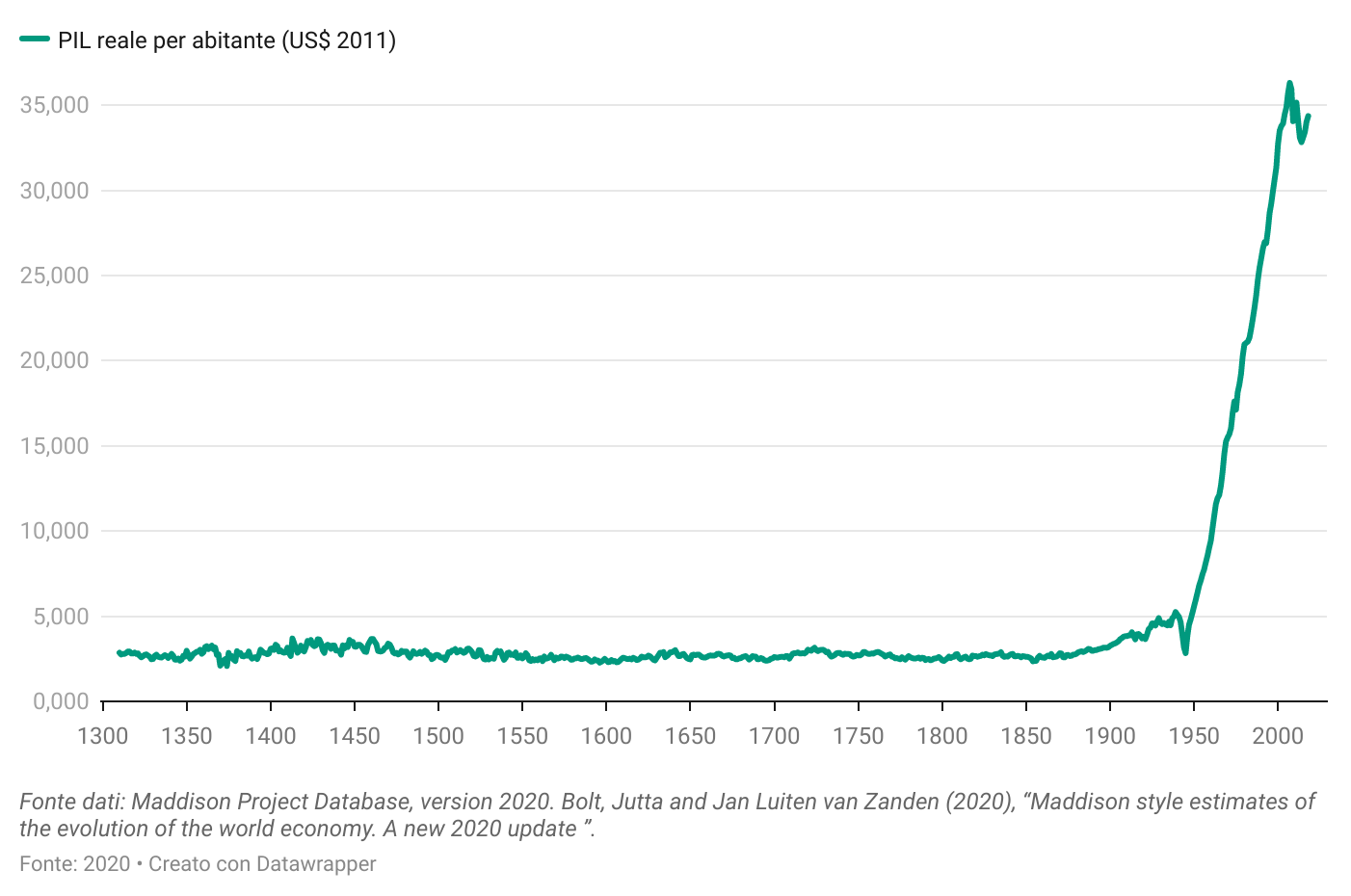
Prodotto interno lordo (PIL) reale del territorio italiano per abitante durante il periodo 1310-2018. Nel lungo periodo, la ricchezza media degli italiani è rimasta pressoché costante fino alla rivoluzione industriale della fine del 1800. I cicli economici che si sono succeduti nel corso di molti secoli precedenti, con fasi di crescita e di crisi, non hanno prodotto un significativo cambiamento economico (in termini di PIL per abitante).

### Andamento della crescita italiana dall’anno mille
Questo modello di crescita si sviluppò anche in Italia, dopo una lunga fase di declino e stagnazione della popolazione e del prodotto aggregato durante la tardo antichità e l’alto medioevo seguì una rapida crescita nel basso medioevo.
Infatti intorno all’anno mille per via di vari cambiamenti, ci fu un rapido aumento del prodotto aggregato e della popolazione. Si stima che in trecento anni il prodotto aggregato e la popolazione siano aumentati rispettivamente di cinque e tre volte, lo stesso accade in modo assai modesto per il prodotto pro capite con un aumento del 50% circa, questa cifra risulta assai inferiore se teniamo conto che si stima un fortissimo aumento delle disuguaglianze.

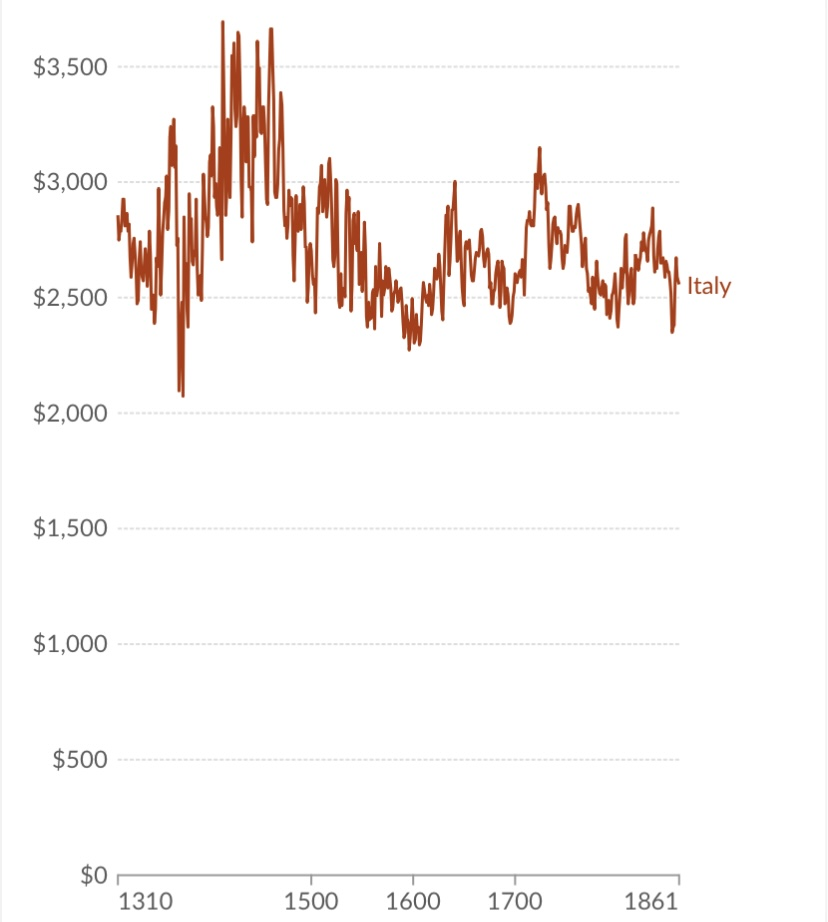
Reddito pro capite reale del territorio italiano per abitante dal 1310 al 1861.

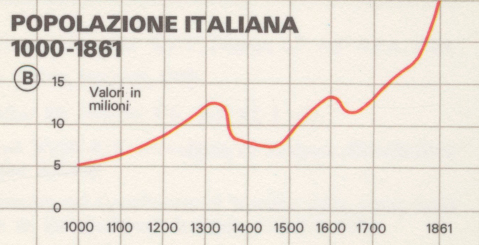
Andamento della popolazione italiana dal 1000 al 1861(Atlante tematico d'Italia, Touring Club Italiano, 1992)

Intorno al Trecento l’aumento della popolazione portó una forte pressione sulle risorse, causando la diminuzione dei rendimenti del lavoro e del capitale; a peggiorare questa situazione si aggiunse la fine del periodo caldo medievale che portò a raccolti molto meno abbondanti, questo causò diverse carestie. Questa situazione è modificata nel 1346 per la ricomparsa della Peste. A differenza del passato per l’aumento della densità abitativa e l’aumento della mobilità, si sviluppò un elevato tasso di mortalità per diversi anni, che portò ad una forte diminuzione della popolazione. La diminuzione della popolazione comportò una caduta del prodotto aggregato ma un aumento del prodotto procapite e una diminuzione delle disuguaglianze per l’aumento dei salari, causato dalla mancanza di forza lavoro, che permise ai lavoratori di avere una maggiore forza contrattuale rispetto al passato. Questa fase si mantiene fino al 1550 quando l’Europa ha recuperato la popolazione e il prodotto aggregato del periodo pre-peste. A differenza del passato però erano presenti diverse innovazioni: migliori imbarcazioni, la stampa, la scoperta di nuovi continenti, il consumo di patate e mais e l’uso domestico del carbone; che permisero un ulteriore aumento della popolazione e del prodotto aggregato, senza cambiamenti del prodotto pro capite che comincerà a diminuire dal Settecento fino al 1820.
Dal 1820 per una serie di innovazione come la rotazione continua delle colture, che permette di utilizzare i campi senza interruzioni, abolendo il maggese e soprattutto attraverso la creazione della macchina a vapore, ebbe inizio la crescita moderna. L’Italia avviò più tardi questo modello di crescita per la mancanza del carbone che impediva un ammodernamento del sistema secondario e l’impossibilità di applicare la rotazione continua, visto che per permettere quest’ammodernamento era necessario una grande quantità di concime, che era possibile solo attraverso il mantenimento di un bestiame di importanti dimensioni, che avrebbe bisogno di pascoli abbondanti. Le condizioni per fare ciò, erano presenti nelle regioni umide, e quindi nel Nord Europa. Verso la fine dell’Ottocento grazie a nuove innovazioni come il petrolio, l’elettricità e i fertilizzanti chimici fu possibile anche per l’Italia avviare il processo di crescita moderna.

## Epoca romana

### Ascesa (secoli III a.C-II d.C)
Storici ed economisti hanno cercato di ricostruire una visione dell'economia dei secoli romani e dei suoi cambiamenti secondo l'interpretazione contemporanea dell'economia; alcuni hanno anche intrapreso studi quantitativi. Gli studi non sono giunti a risultati precisi generalmente condivisi. Tuttavia, alcune nozioni generali sull'economia dell'epoca romana sono divenute abbastanza accette.

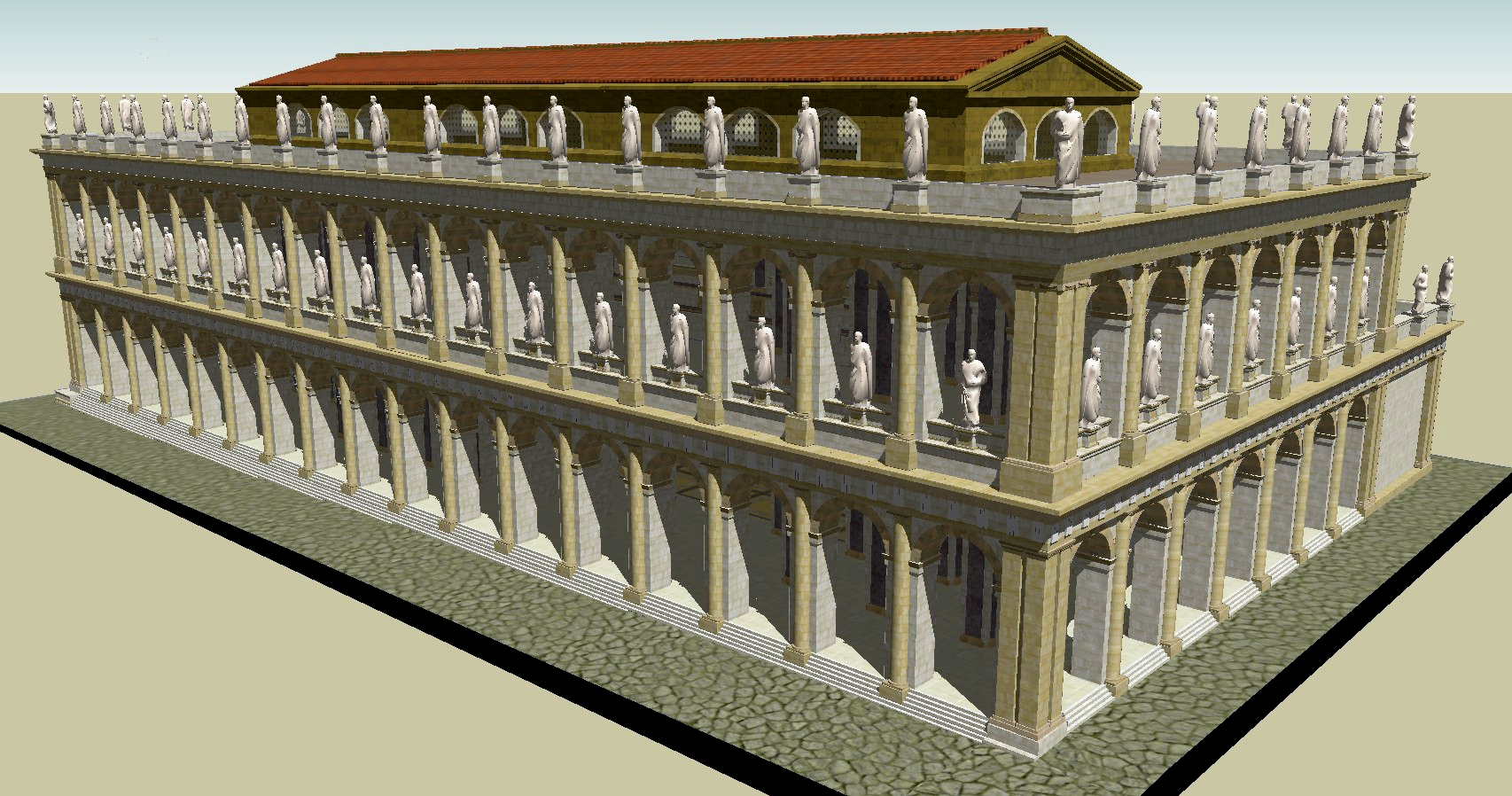
Ricostruzione digitale della Basilica Giulia a Roma. Le basiliche civili, costruite vicino al foro delle città romane, erano sedi di tribunali e altre istituzioni pubbliche. Oggi non abbiamo una comprensione dettagliata dell'economia romana, perché le fonti sui fattori economici del tempo sono limitate. Tuttavia, è comunemente accettato che il corpo di leggi ed istituzioni pubbliche romane produssero un contesto importante e relativamente omogeneo che favorì la vita economica dell'impero.

La penisola italiana aveva una densità demografica ed una floridezza economica più elevate rispetto al resto dell'Europa e del bacino del mediterraneo. Questo vale in particolar modo per i secoli I e II, che rappresentarono un periodo di relativa stabilità politica e di picco delle condizioni economiche. Le stime demografiche della popolazione italiana dell'epoca romana variano. Le più accettate la attestano a 7-8 milioni. Alcuni studiosi la stimano fino a 15-16 milioni: questa stima rappresenterebbe un livello che successivamente sarebbe stato raggiunto di nuovo solo del XVIII secolo.
Il potere economico imperiale accentrava verso l'Italia il flusso di risorse economiche dalle provincie. La relativa floridezza economica era anche sostenuta da istituzioni politiche ed amministrative avanzate (incluso il sistema giuridico); dalle competenze tecnologiche (specie nel settore delle costruzioni) e scientifiche; e dal generale progresso culturale, soprattutto nelle numerose città.
Le valutazioni quantitative dell'economia romana oggi disponibili sono considerate speculative. Tuttavia, al di là delle cifre assolute, esse suggeriscono una ricchezza significativamente maggiore nella penisola rispetto ad altre regioni dell'Europa meridionale e del bacino del Mediterraneo. Soprattutto, le stime ipotizzano che, durante i tre secoli precedenti l'età Augustea, ci sia stata una crescita del reddito pro-capite medio: per osservare un'altra evenienza del genere, occorre attendere fino all'insorgere dell'età industriale.

### Declino (secoli III-VI d.C.)
A partire dal III secolo d.C., l'impero Romano si avviò al declino. Gli storici hanno proposto centinaia di teorie sulle sue cause (politiche, economiche, demografiche, sociali, culturali, ambientali): è probabile che molti fattori abbiano concorso a causarlo. Un fatto oggettivo fu il declino demografico che colpì la penisola, che alcuni storici legano a due pandemie (II e III secolo).
Alla fine del III secolo l'amministrazione dell'Imperatore Diocleziano introdusse un'importante riforma fiscale: per la prima volta la popolazione italiana veniva tassata (prima era esente). La tassazione colpì particolarmente le zone meno popolose dell'Impero e contribui all'ulteriore calo demografico nelle regioni occidentali, tra cui l'Italia. Per permettere la stabilità fiscale di fronte al declino demografico ed economico, l'Impero impedì ai contadini di muoversi, e li vincolò alla terra, istituendo il colonato; anche agli appartenenti ad alcune professioni urbane vennero imposti limiti agli spostamenti, e in generale le attività artigianali e professionali vennero inquadrate rigidamente in collegia, strettamente sorvegliati dall'autorità statale. Lo spostamento della capitale imperiale a Costantinopoli nel 330 d.C. allontanò il centro politico e sociale dall'Italia e contribuì al suo ulteriore declino. Le invasioni dei Goti e dei Vandali (V secolo) e la lunga guerra di riconquista di Giustiniano (VI secolo) accelerarono il forte calo demografico della penisola.
Assieme ai cambiamenti demografici, politici ed economici, il territorio italiano vide anche un declino delle realtà urbane la cui ricchezza culturale aveva sostenuto la sua età più florida. L'amministrazione imperiale estraeva risorse a vantaggio di sé stessa, dei grandi proprietari terrieri e, in misura crescente, del clero, mentre reprimeva la vitalità sociale del territorio italiano, ormai periferico all'Impero. Anche la cultura cominciò cambiare, allontanandosi dai valori delle epoche precedenti.
Nonostante il declino dei centri urbani, in Italia resse più a lungo la centralità della città rispetto alle campagne, dalle quali provenivano i profitti dell'aristocrazia fondiaria. Questa situazione non mutò sotto il regno di Odoacre e nemmeno con la dominazione ostrogota. Con Teodorico, la cui politica continuava ad appoggiarsi alla classe urbana dei proprietari terrieri, si verificò una modesta ripresa; di fatto però, l'economia si fondava sulle stesse dinamiche in essere nel basso impero.

## Alto Medioevo (secoli VII-IX)

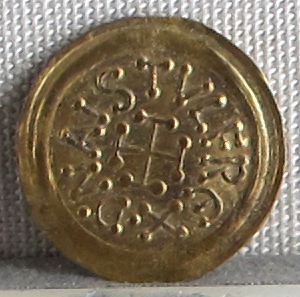
Moneta aurea di re Astolfo

Nell'alto Medioevo le città furono largamente spopolate e le campagne si impoverirono. Tuttavia, a differenza del resto d'Europa, in Italia rimasero in vita numerose piccole città, eredi della fitta maglia urbana del periodo romano; dopo l'anno mille furono alla base della ripresa economica e sociale. L'economica era depressa e ruotava attorno centri delle proprietà feudali, come abbazie e castelli. L'economia rurale si poggiava su una produzione agricola di semi-sussistenza, mentre il commercio era limitato e si basava su fiere annuali.

### Periodo bizantino e longobardo
Quando i longobardi arrivarono in Italia, trovarono un'economia stremata dal carico fiscale e dominata dal latifondo, ancora imperniata sul ruolo delle città le cui strutture socio-politiche erano però in decadenza. Nel regno longobardo le strutture politiche e istituzionali di eredità romana si dissolsero completamente; l'antica aristocrazia terriera col tempo venne estromessa dai nuovi invasori, i quali acquisirono le grandi proprietà, ridefinendo del tutto la situazione delle campagne. Con i longobardi infatti acquisirono grande importanza le foreste e gli incolti: lo sfruttamento dei boschi garantiva risorse quali legname e frutti spontanei, oltre ad essere utilizzati per l'allevamento brado di suini e ovini.  Le unità produttive nell’Italia Longobarda erano la villae e il casale, dall’VIII si verifica un modesto aumento della popolazione e all’ insediamento rurale aperto e disperso, si sostituì il castrum, che corrisponde a una grande azienda fondiarie bipartite, e l’allodio, cioè la piccola proprietà. Il Castrum era divisa in pars dominica e pars massarica, la pars dominica risulta spesso fortificata, mentre nella pars massarica, vivevano i coloni che avevano degli obblighi di prestazioni d'opera nella pars dominica. Molti studiosi affermano che sarebbe affrettato parlare di modello curtense, in quanto le prestazioni erano occasionali e dai documenti sembra che le aziende erano assai meno efficaci delle contemporanee villae franche da un punto di vista dell'organizzazione del lavoro e della produttività.
Le città dell’Italia Longobarda erano molto piccole e contavano probabilmente poche migliaia di abitanti, erano la sede delle élites laiche ed ecclesiastiche, dalle quali proveniva la domanda di exotica, che era coperta dai mercanti. Nelle città i rappresentanti dei ceti eminenti convogliavano all'interno delle mura, parte dei prodotti provenienti dalle curtes. Le città maggiori erano Milano, Pavia, Brescia, Forum luli, Cremona, Piacenza, Bergamo, Verona, Siena e, al Sud, Spoleto, Benevento, Capua e a partire dal 774, Salerno. Tuttavia, verso la fine dell'epoca longobarda si registrò un mutamento economico, con la proliferazione delle zecche sotto Liutprando e l'attestazione di un ceto mercantile piuttosto dinamico.

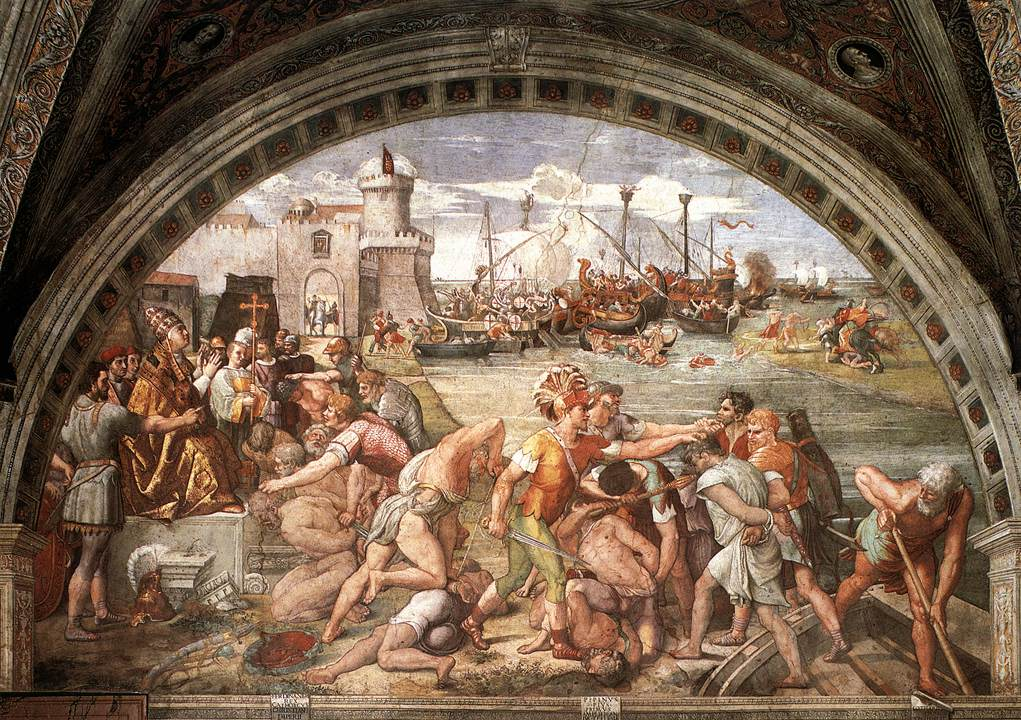
L'affresco di Raffaello intitolato "Battaglia di Ostia", in cui è rappresentata la vittoria delle città Italo bizantine sugli Arabi nella battaglia di Ostia.

Il contesto di frammentazione politica in cui versava l'Italia meridionale, più di quella settentrionale, accentuò la dissoluzione del tessuto urbano, specialmente per le città poste nell'entroterra. Nonostante ciò non c'erano grosse differenze economiche tra la Langobardia Minor e le zone residuali governate dai bizantini, che mantenevano in particolare il controllo dei territori costieri. Anche in area bizantina infatti la classe dei proprietari terrieri venne sostituita, in questo caso però dagli enti ecclesiastici.  Secondo altri studiosi le differenze erano molto accentuate specialmente da dopo la caduta di Cartagine (698), l’impero Bizantino infatti riorganizzò i domini italiani con l’istituzione della Strateghia (o thema) di Sicilia, l’isola era governata dalla figura dello stratego che concentrava nelle sue mani funzioni militari e civili. Questo cambiamento consentì alla Sicilia di avere grandi miglioramenti, infatti nell’Isola si concentrò l'impegno militare ed economico di Bisanzio. L’aumento delle spese e dei commerci è attestato dagli studi sulla zecca di Siracusa, in questo periodo c’è infatti una grande emissione di moneta e divenne la seconda dell’Impero dopo quella di Costantinopoli. Negli altri domini italiani dell’Impero si istituiscono i Ducati bizantini. I Ducati erano governati dai Duchi che venivano eletti dalle élites locali, permettendo alle città di avere una maggiore libertà in campo economico e politico, non dovendo più richiedere l'intervento dell'autorità centrale, questi territori erano i più dinamici d’Italia.
Il dinamismo dei territori bizantini è attestato dal fatto che erano le uniche regioni italiane che erano inserite all’interno delle reti commerciali. I territori bizantini erano suddivisi in tre reti commerciali uno spazio alto-adriatico, corrispondente ai porti di Venezia e Comacchio, uno siculo-orientale, corrispondente ai porti di Bari, Otranto, Taranto e Siracusa e uno basso-tirrenico, corrispondente ai porti di Gaeta, Napoli, Sorrento, Messina e Palermo.
Nel Mezzogiorno continentale inizialmente la città che giovò di più dai traffici commerciali fu Napoli a cui si affiancò con il tempo l'emergente Amalfi che, a differenza di Napoli, appare configurarsi agli esordi come un emporium, ossia un centro quasi esclusivamente dedito alla mediazione commerciale. Agli inizi del IX secolo Amalfi già disponeva di una flotta in grado di navigare lungo le rotte mediterranee e diventerà così la prima repubblica marinara. È inoltre presente nei domini del Mezzogiorno più interni la presenza di grandi monasteri che avevano grandi terreni.

### Periodo carolingio
I Carolingi, dopo la conquista del Nord-Italia, portano il modello curtense. Le curtes, ovvero le aziende agricole, erano impostate su un'economia autarchica, tendente unicamente a soddisfare i bisogni padronali sia di prodotti alimentari che di manufatti artigiani. Ciò avveniva poiché gli investimenti agrari e l'aumento della produttività terriera erano visti come poco interessanti, per via della scarsa capacità del mercato di commercializzazione dei generi agricoli. Altri studiosi indicano il modello curtense come più produttivo e fondamentale per garantire la crescita Basso Medievale. Il motivo della maggiore produttività era dovuto all’alto livello di organizzazione rispetto al Castrum longobardo, il territorio viene infatti suddiviso: in pars Dominica, zona governata direttamente dal signore, essa era la porzione più piccola e in cui prevaleva il prato e il bosco e nei mansi zone affidate ai coloni in cui prevalevano le colture intensive. Il signore feudale con la cessione di capitale permetteva la costruzione di mulini e altre strutture per la conquista di nuovi territori agricoli, garantiva la difesa degli abitanti e regolava la giustizia, in cambio i coloni cedevano parte dei ricavati del raccolto e si rendevano disponibile come manodopera per la costruzioni di opere pubbliche. Questo periodo concise con la riapertura dei mercati e con la colonizzazione di nuovi territori, gettando le basi della crescita del basso medioevo, nel corso del IX secolo infatti si diffusero le fiere in molte città italiane. Questo tipo di progresso si verificò soprattutto nelle città poste lungo il Po, stimolando in parte lo scambio dei prodotti locali e provocando dunque una modesta sollecitazione alla produzione agricola e artigianale. Durante il IX secolo si ebbe un cambiamento con la diminuzione della grandezza della pars dominica che viene suddivisa in mansi, e in concomitanza avviene anche la riduzione dell'allodio per via della compravendita dei terreni da parte di feudatari e monasteri. La compravendita avveniva attraverso un contrattato chiamato enfiteusi, si tratta di contratti simbolici che prevedevano un canone annuo assai modesto e l’impegno del colono di lavorare alcune giornate nel dominico. Con l’incremento demografico verso l’anno mille gli obblighi nei confronti dei feudatari divennero per lo più simbolici, visto che i signori avevano il vantaggio di bonificare zone improduttive e permetterne la colonizzazione, così con il tempo divennero a tutti gli effetti piccole proprietà.
Questi fenomeni, che provocavano aperture nei circuiti chiusi dell'economia curtense, dovevano misurarsi col clima di instabilità dell'epoca. A turbare questi tentativi di dinamismo economico c'erano le incursioni degli Ungari e di altri popoli slavi, susseguitesi con frequenza dall'899, e la minaccia dei Saraceni in particolare nel Tirreno. L'espansione islamica tuttavia comportò dall'altro lato anche ad un aumento dei traffici commerciali, di cui in particolar modo seppe approfittarsene Venezia.

### Produttività del settore primario e secondario
Le rese del grano durante l’Alto Medioevo si mantengono estremamente basse, esse dovevano corrispondere a una resa di circa 2,5 quintali per ettaro, questo dato risulta assai modesto tenendo presente che 1 quintale veniva riutilizzato per la semina. Valori così bassi erano però proporzionati alla bassa popolazione dell’Italia in quel periodo.
Il settore manifatturiero nell’alto medioevo era presente ma in larga parte attivo per l’autoconsumo, le uniche produzione che immettevano merci per mercati lontani in Europa erano le armi d’acciaio (le spade franche), i tessuti prodotti nelle Fiandre, rilevante era anche la produzione di tessuti nel Mezzogiorno d’Italia e nella porzione meridionale della Spagna.
L’Italia meridionale era allora all’interno dei circuiti commerciali con Bisanzio e il mondo arabo. L’industria tessile meridionale produceva allora cotone, lana e seta. D’importante rilievo erano le industrie di palazzo in Sicilia, che producevano tessuti di seta, la materia prima veniva prodotta principalmente in Calabria, dove i Bizantini avevano iniziato la coltivazione del gelso, che permetteva la gelsibachicoltura, che serviva alla produzione della seta. La produzione della lana era facilitata anche dall’invenzione della gualchiera, il primo documento che ne attesta la presenza è stato redatto in Abruzzo nel X secolo, questa macchina facilitava attraverso l’uso di pistoni azionati ad acqua la battitura dei tessuti, diminuendone i costi.

### Traffici commerciali
Come accade spesso nel commercio tra un'area più arretrata e una più ricca la bilancia commerciale dell’Europa nei confronti del mondo arabo e bizantino era attiva, ciò significa che l’Europa esportava merci, fondamentalmente materie prime, e riceveva come merci di scambio un modesto quantitativo di oggetti di lusso e moneta, non disponendo di una grande domanda interna con cui colmare l’offerta.
Per quanto riguarda la moneta, nell’Alto Medioevo in Europa venivano coniate per i pagamenti diverse monete d’argento che ebbero un valore costante dal VIII fino al X, esse pesavano all’incirca 1,75 grammi d’argento con lega di 950 millesimi. Le uniche regioni dove erano presenti monete d’oro erano l’Impero Bizantino e il mondo Arabo. La presenza in Europa di monete d’argento pesanti sta ad indicare che i commerci erano poco dinamici, infatti il maggiore dinamismo economico portò nel Basso Medioevo ad un aumento del numero di monete attraverso la perdita di peso, comportando dunque una costante svalutazione per aumentare la massa monetaria.

### Spesa pubblica
Riguardo la spesa pubblica durante la prima età feudale non c’è una distinzione tra quella che potremmo chiamare finanza pubblica e il patrimonio del sovrano. In generale questa è data dal patrimonio personale e dai denari riscossi attraverso i diritti di regalia, questi sono i redditi riguardanti alcune attività come la coniazione delle monete, la pesca nei fiumi, la raccolta dei metalli, lo sfruttamento delle miniere di sale, i dazi, e le tasse sui mercati. I sovrani hanno inoltre il diritto all'auxilium esso viene riscosso attraverso il pagamento di un canone o attraverso la prestazione del servizio. Con il tempo visto che gli eserciti si basano quasi esclusivamente sulla cavalleria si aggiunge una ulteriore tassa il fodrum, ch è un'imposta diretta da pagare in moneta calcolata per famiglia.

## Basso Medioevo (secoli X-XV)

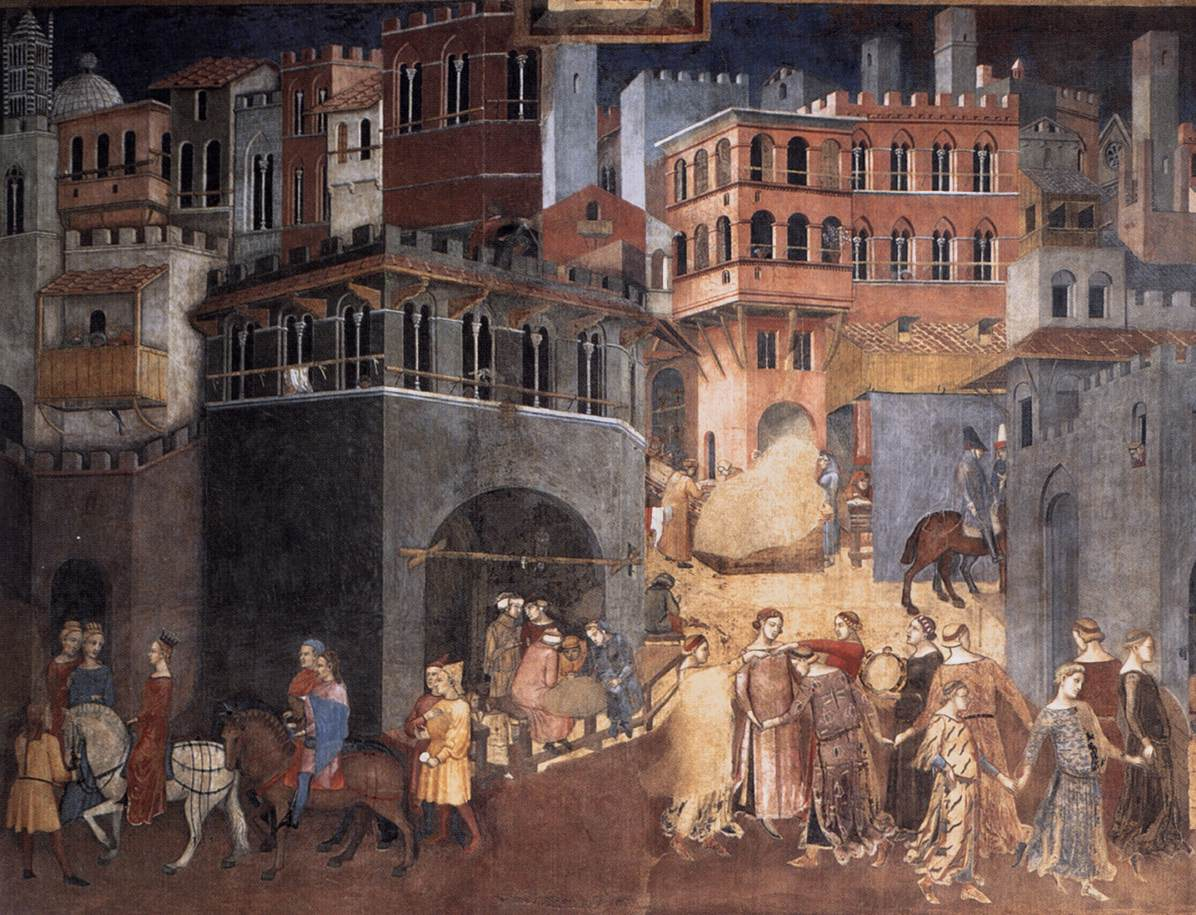
Ambrogio Lorenzetti, Allegoria del buon governo in città. (1338-1339), Palazzo Pubblico, Siena

A partire dal X secolo, la popolazione e l'economia italiane cominciarono nuovamente a crescere. Alcune innovazioni tecnologiche migliorarono la produttività agricola: la rotazione triennale delle colture e il miglioramento dell'aratura tramite l'adozione dell'aratro pesante a ruota ed una maggiore diffusione del cavallo, piuttosto che di bovini. Si diffuse anche l'uso industriale del mulino ad acqua nelle manifatture tessili, metalliche ed altre ancora.

### Riorganizzazione della terra e nascita dei Comuni
Verso l’anno mille, per l’espansione della popolazione, i feudatari iniziarono a sottoscrivere contratti sempre più simbolici con i coloni, così da favorire la coltivazione di nuove terre. Questo processo si rinforza durante il XI e il XII nel Centro-Nord, grazie alla nascita e al rafforzamento di nuove entità politiche, i Comuni. Nel Meridione al contrario avviene l’affermazione di uno stato unitario con i Normanni, che porta all’imposizione del sistema feudale francese con un costante rafforzamento dei privilegi feudali. I Comuni nascono dall’acquisizione del potere politico-amministrativo nelle città da parte dei ceti mercantili. Successivamente anche le campagne del Centro-Nord vengono riorganizzate dall’amministrazione comunale in Contadi. Nei Contadi i Comuni affermano la propria autorità in campo fiscale, amministrativo e militare; i signori sono costretti a fare atto di sottomissione e trasferire le loro residenze nelle città, il loro potere però rimane nella proprietà infeudata.
Questo favorisce l’aumento dell’urbanizzazione secondo molti studiosi portò un tasso di urbanizzazione nel 1300 del 21%, il tasso di urbanizzazione era simile in Spagna, ma molto inferiore in Francia, Germania e Regno Unito. All'inizio del XIV secolo, Milano, Venezia e Firenze contavano più di 100,000 abitanti; c'erano 43 città con almeno 15,000 abitanti.
Dal secolo XIII nell’Italia Centro-Settentrionale c’è un ulteriore riorganizzazione del contado. Accade che l’élite urbana arricchita dai traffici e dalle industrie comincia ad acquistare la proprietà privata dei contadini che per via dell’espansione demografica era stata ulteriormente divisa e non permetteva più il sostentamento delle famiglie, veniva così a crearsi specialmente nelle regioni più fertili una distribuzione ineguale della proprietà, nel XIV secolo nelle aree fertili vicine ai centri urbani dal 10 al 25% della terra apparteneva ad enti religiosi o a poche famiglie urbane. Questa ricomposizione fu però solo parziale anche se continua nei secoli successivi, infatti l’Italia Settentrionale rimarrà una delle aree in cui la proprietà privata era più presente. Altro grande cambiamento nelle aree rurali Italiane riguarda il pagamento del canone al signore che passa nel XIII secolo da un canone in moneta ad una parte della produzione, questo è dovuto al fatto che l’alta urbanizzazione in Italia portava ad un aumento dei consumi nelle città, che causava un aumento dei prezzi dei prodotti agricoli, quindi portando a grandi guadagni per i possidenti.

#### Settore primario
In questo periodo si cerca anche di aumentare la produttività della terra, specialmente del frumento, per cercare di soddisfare una popolazione in forte aumento, i valori passano da 2-3 quintali di frumento per ettaro a 4-5 all’inizio del basso medioevo e nel tardo medioevo raggiungono i valori di 5-6 quintali per ettaro.
Attraverso la stima dell’urbanizzazione in Italia è possibile valutare la produttività del lavoro in agricoltura. Questo perché quanto più sale il numero delle persone nelle città tanto più sale la produttività dei contadini per permetterne il sostentamento, questo ha permesso di valutare rispetto all’alto medioevo un aumento della produttività del 20% durante il basso medioevo, seguirà poi un lungo periodo di stagnazione fino agli inizi del XX.

#### Settore secondario: nuovi modelli manifatturieri e nascita delle corporazioni
Nelle città il settore manifatturiero si sviluppa particolarmente, infatti il numero di lavoratori di questi settori diventa molto elevato. Il settore manifatturiero italiano produceva materiale per la domanda interna, per la regione circostante o per i mercati lontani. I settori che realizzavano beni destinati all’esportazione possono essere indicati come settori di base. Essi sono i settori più dinamici, innovativi ed hanno effetti moltiplicativi sul reddito sociale, la loro attività costituisce uno stimolo per i settori complementari e per quelli derivati o indotti. Durante il Medioevo nelle città dell’Italia centro settentrionale il settore di base era il settore tessile, il settore complementare era la sartoria o la produzione di materiali usati per la produzione tessile come i coloranti e i settori derivati erano le attività dell’edilizia e della produzione di beni alimentari.
L’organizzazione dell’industria è di tipo artigianale. Il sistema artigianale si basa sul mastro che è sia il detentore della bottega, sia il produttore, sia il mercante e il compratore di materie prime. Esso coordina l’attività dei suoi subordinati che si dividono in apprendisti e lavoranti. I primi lavorano senza salario con lo scopo di imparare il mestiere e spesso devono pagare anche per iniziare l’apprendimento, i secondi sono salariati. Un altro modello d’industria è l'industria a domicilio, in questo caso la figura centrale è il mercante-imprenditore, esso acquista le materie prime che vengono spostate in un magazzino o bottega dove inizia la lavorazione da parte di lavoratori salariati. Successivamente la materia prima lascia la bottega e raggiunge le case di altri lavoratori salariati, che in cambio di un compenso monetario lo trasformano in semilavorato per poi essere rifinito da artigiani, che in cambio di un salario fanno ritornare il prodotto al mercante-imprenditore che inizi la vendita. Nei Comuni si sviluppa un nuovo modo di organizzare la produzione nelle città, grazie alla nascita di associazioni di mestieri chiamate corporazioni.
Le corporazioni nascono come patti associativi tra gruppi d’individui ch fanno la stessa attività e che quindi avevano interessi analoghi da tutelare. I compiti erano molteplici mantenere il monopolio della produzione nella mano di pochi in quanto c’era un numero massimo di associati per mestieri, la scelta dei salari, la proibizione di sottrarre manodopera ad un concorrente, il numero di materie prime, i prezzi dei prodotti. Queste associazioni hanno svolto un importante ruolo nell’affermazione e il consolidamento dei mestieri con il tempo però andarono a limitare la produttività, verrano sostituite nel Settecento dalle camere di commercio. Durante il basso medioevo a seguito anche della riorganizzazione artigianale attraverso le corporazioni e alle industrie a domicilio si assiste alla nascita del predominio italiano nell’industria tessile. Le città dell’Italia Centro-Settentrionale grazie a queste innovazioni riescono a raggiungere il monopolio sulla produzione ed esportazione di cotone, di seta e di lana. Questo è dovuto all’acquisizione della gualchiera nell’Italia centro-settentrionale e ai nel setnei traffici commerciali.

#### Cambiamenti nei traffici commerciali nel Basso Medioevo
Avvengono dei grandi cambiamenti nei traffici commerciali tra il XI e il XII. Durante questi secoli le città italiane del centro-nord si trovano tra scambi sempre maggiori e riescono a fare da intermediari nella vendita e nell’esportazione dei tessuti prodotti nelle Fiandre. Al contempo le navi delle città di Pisa e Genova sono impegnate negli scontri con le città italo-bizantine dell’Italia meridionale e le navi arabe. Nel meridione le città Italo-bizantine saranno anche attaccate dalla Contea di Aversa, in cui si erano insediati i Normanni. Il Ducato si espanderà fino a conquistare l’intero Mezzogiorno, con il tempo l’autonomia di queste città sarà attenuata e sarà imposto il modello feudale francese. In questa fase comunque non c’è una distinzione netta tra un'area che produce e esporta manufatti ed un'altra che esporta soltanto materie prime. 
Nel tempo tuttavia le cose cambiano nel XIII le città dell’Italia centro-settentrionale hanno ormai il monopolio del commercio della lana, del cotone e della seta, grazie ai miglioramenti tecnologici che abbassavano il prezzo dei prodotti rispetto ai competitori. Di conseguenza la bilancia commerciale cambia, nel XIII secolo l’esportazione dei tessuti dal mondo arabo diminuisce e la bilancia risulta attiva con l’Europa. Lo stesso accade con l’Africa in cui gli italiani esportano panni, sete, tessuti di canapa e prodotti artigianali e importano materie prime rimane del passivo che è coperto dall’oro di pagliola. Questo cambiamento avviene anche con l’Italia Meridionale che mentre fino al XII secolo risultava l’area più avanzata dell’Italia, nel Duecento ormai le cose erano cambiate, le città Italo-bizantine, come Amalfi limitavano gli scambi commerciali alle sole aree limitrofe, il meridione si trovava ad importare panni di lana ed esportare materie prime, specialmente grano, olio, bestiame, legnami, vino e seta greggia comincia così la storia di un Sud meno dinamico, anche se per secoli in termini pro capiti il divario resterà assai modesto: di un 5-10%. Questo anche per la forte interdipendenza delle due aree, per cui un forte aumento del Centro-Nord causava anche un aumento della domanda di materie prime dal Sud, favorendo così l’arricchimento di entrambe.

#### Circolazione monetaria
Durante questi secoli si hanno cambiamenti anche nella moneta, questo perché l’aumento della popolazione e la maggiore circolazione di monete necessitano di più monete, quindi le diverse zecche cominciano a coniare monete che presentano sempre meno argento, lo svilimento della moneta portò la moneta a ridursi a un dischetto metallico molto fragile nel XII, tale processo non fu un male, infatti evitò che l’anelasticita dell’offerta d’argento e la mancanza di strumenti di credito provocasse un strozzatura deflazionistica.
Per permettere scambi più ingenti dalla fine del XII secolo le città dell’Italia centro-settentrionale cominciarono a coniare monete d’oro, tali monete erano il Fiorino, il Genovino e il Ducato. Con il tempo visto che si sviluppò un afflusso di moneta dal mondo Arabo, dall’Impero Bizantino e dall’Italia Meridionale, poiché la bilancia commerciale dell’Italia centro-settentrionale era attiva nei confronti di queste regioni favorendo la caduta dei prezzi dei metalli preziosi e specialmente dell’oro facilitando un abbassamento del prezzo dell’oro che portò ad un aumento nella coniazione. Per la grande importanza che avevano i mercanti italiani il ducato d'oro veneziano e il fiorino fiorentino divennero le principali valute per gli scambi commerciali in Europa.

#### La nascita delle banche

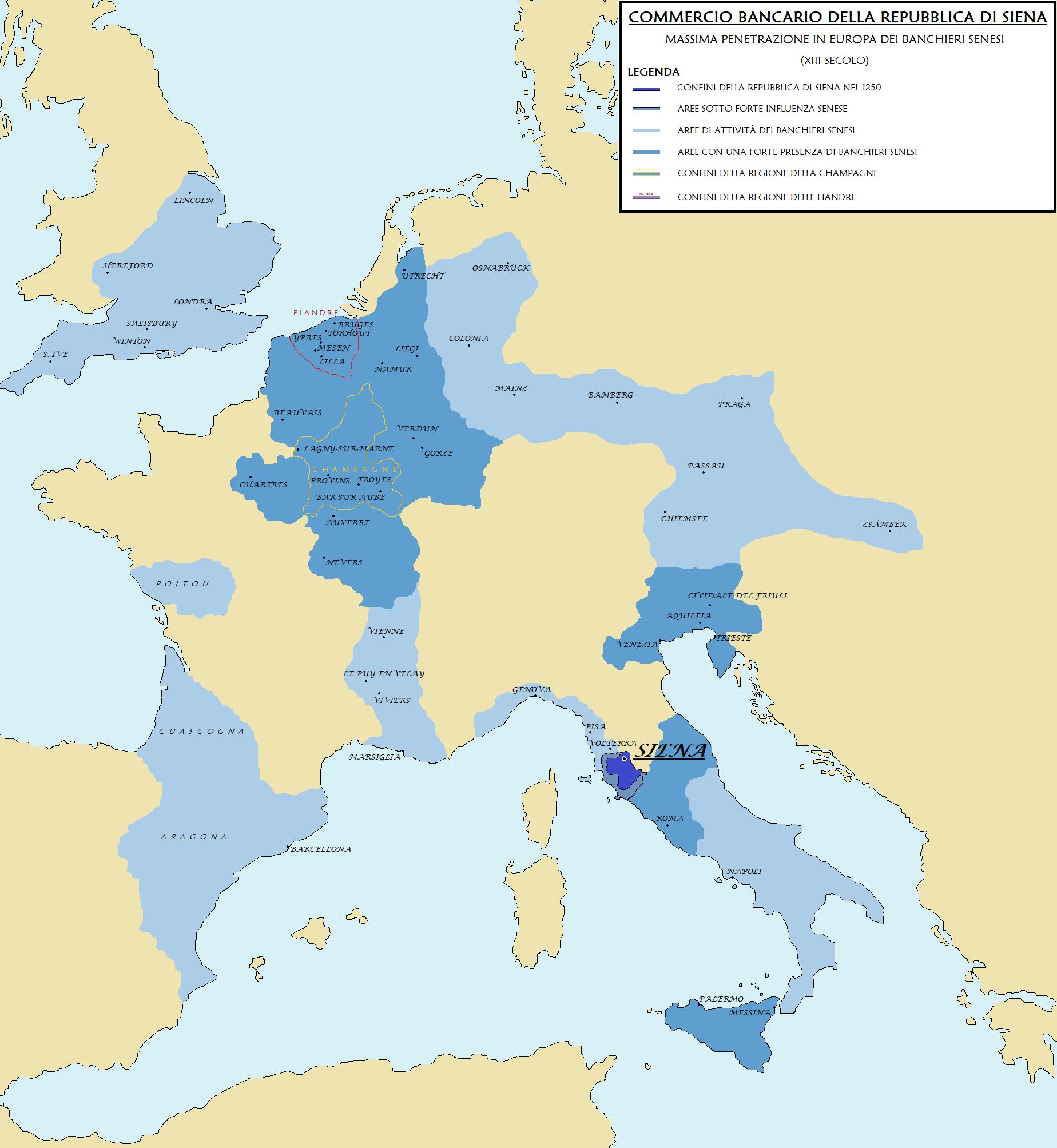
Mappa in cui è rappresentata la massima penetrazione in Europa della Gran Tavola dei Bonsignori e degli altri maggiori banchieri della Repubblica di Siena nel XIII secolo

Un settore particolarmente innovativo che nasce in questi anni è l’attività bancaria. Questo tipo di attività nasce nel XIII secolo anche se già compaiono degli documenti di attività simili dal X, in questo periodo il banchiere era un uomo facoltoso che oltre ad effettuare il cambio delle valute, riceveva fondi dai depositanti ed effettuava prestiti lucrando sulla differenza in attivi e passivi Nel XIII i primi a operare in ampio raggio erano i mercanti senesi, nacque in questo secolo la figura del mercante-banchiere. Questa figura offre fondi in prestito non solo alla clientela della sua città o di centri vicini, ma anche a papi, re e nobili. Il sistema bancario presenta un importante novità alla fine del Duecento che è la lettera di cambio, usata come mezzo di trasferimento di fondi e per occultare l’interesse. Nella seconda metà del trecento le banche toscane presentano diramazioni internazionali, in queste strutture aziendale, le banche che si trovano all’estero sono controllate da membri della famiglia o persone fidate. Spesso i banchi controllano aziende nelle città, si formano così strutture complesse e ramificate, costituite da banco, imprese commerciali e manifatturiere.

#### Spesa pubblica
Le finanze dei comuni sono molto più complesse rispetto a quelle del feudo, in quanto devono tener conto di spese per le mura, per la viabilità, per gli edifici pubblici e l’organizzazione dell’approvvigionamento dei beni alimentari. Per garantire la spesa il comune istituisce una tassazione diretta, che è chiamata estimo, questa tassa veniva pagata da tutti i cittadini, tranne i nullatenenti e gli enti ecclesiastici, i cavalieri erano tenuti a pagarla o c’era una parziale detrazione. La tassazione non presentava regolarità, essa si basava infatti sulla necessità del comune. Esisteva la solidarietà di ogni circoscrizione, infatti se alcuni cittadini non riuscivano a raggiungere la cifra gli abitanti di un quartiere spartivano la quota evasa, così da poterla pagare.

#### PIL e PIL pro capite e disuguaglianze nel Basso Medioevo
Pur tra grandi incertezze, è stato stimato che il PIL pro-capite italiano durante il basso medio-evo fosse molto maggiore di quello degli altri paesi mediterranei e nord-europei, che in quell'epoca vissero invece una lunga stagnazione economica. La crescita economica in Italia produsse un chiaro miglioramento delle condizioni di vita della popolazione.
Altri studiosi evidenziano oltre un aumento dell’Italia anche un generale aumento del prodotto aggregato europeo nel basso medioevo ma in Italia tende ad aumentare maggiormente. In concomitanza all’aumento del prodotto aggregato si ha un peggioramento costante e graduale delle condizionioni di vita della maggioranza della popolazione. Il peggioramento dei redditi e delle condizioni di vita della maggioranza della popolazione è spiegato da un aumento spropositato della popolazione rispetto alle risorse che rimanevano scarse, non favorendo quindi un miglioramento per la maggioranza della popolazione.
Questi studi infatti stimano che in Italia dal X al XIV ci sia stato un aumento di tre volte della popolazione, che partendo da 4,5 milioni di abitanti abbia raggiunto i 12,5 e in concomitanza ci sia stato un aumento dell’urbanizzazione, il tasso d’urbanizzazione arrivò a circa il 21,4% partendo dal 5-8%. Per permettere il sostentamento di una popolazione in aumento, ci fu un aumento del produttività del settore primario e visto che la produttività del lavoro agricolo è inferiore alle attività secondarie e terziarie, ci deve essere stato un generale aumento della produttività del lavoro. L’aumento della popolazione comporta un aumento uguale del prodotto aggregato, visto che aumenta la domanda e visto che la produttività del lavoro è aumentata, questo fa supporre un aumento del prodotto aggregato, maggiore della crescita della popolazione, di 4-5 volte. È stato ipotizzato anche un aumento del prodotto pro capite, del 40-50%, questo dato è stato formulato per l’aumento della popolazione urbana dove erano presenti dei redditi maggiori. La crescita del prodotto aggregato non comportò però un miglioramento delle condizioni vita per la maggior parte della popolazione, infatti attraverso lo studio dei consumi si è visto un peggioramento nell’alimentazione della maggioranza della popolazione ed un aumento delle disuguaglianze.
Il peggioramento delle condizioni di vita della popolazione, era dovuto ad un costante abbassamento dei salari, per l’aumento della manodopera e per permettere il sostentamento di una popolazione in aumento diminuiva lo spazio per i pascoli e per gli alberi da frutto, facendo lievitare i prezzi di questi beni ma mantenendo stabile il prezzo del frumento.

## Crisi del XIV secolo

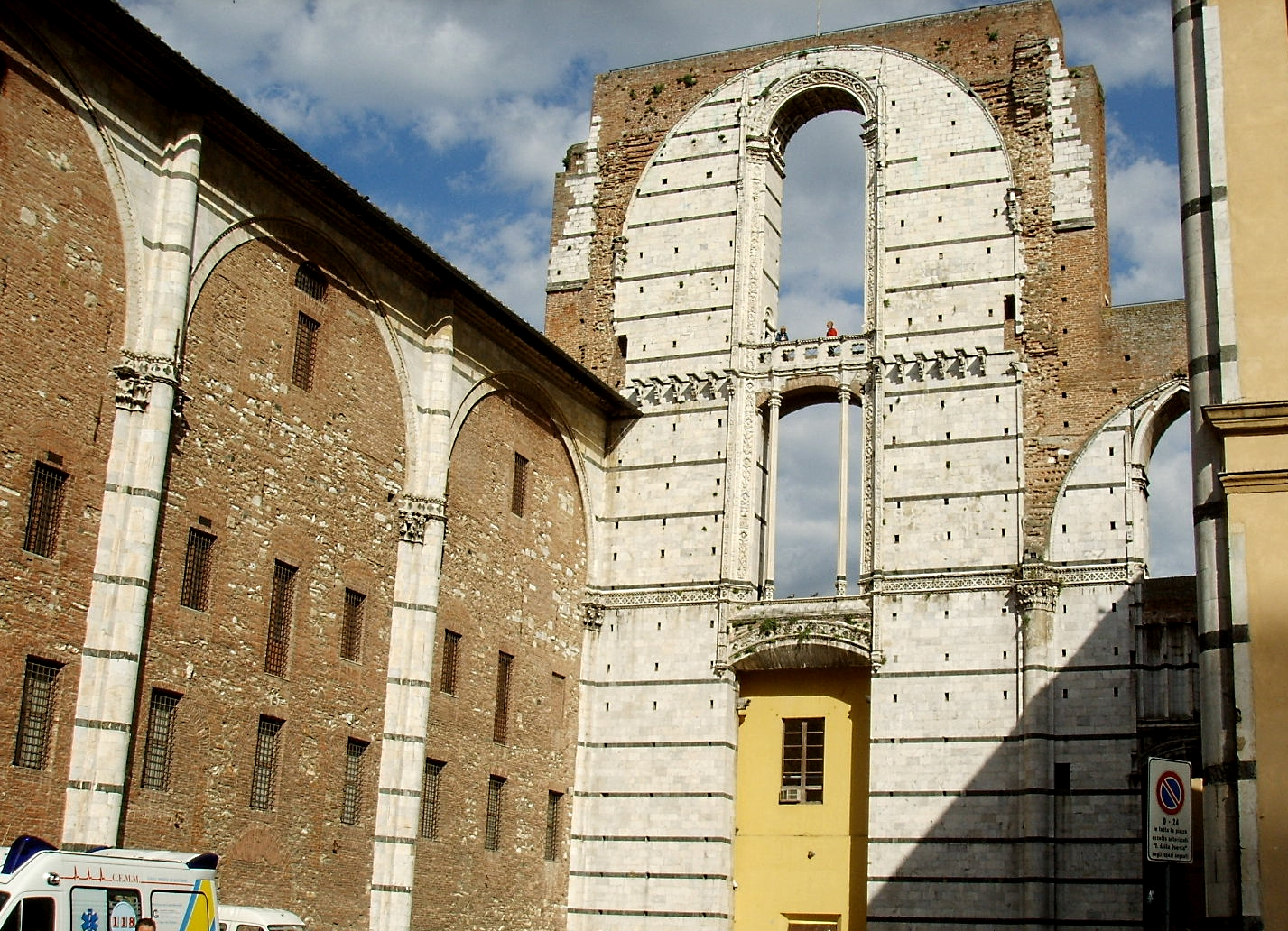
L'espansione economica di molte città europee durante i secoli XI-XIII è stata associata ad un boom nella costruzione di cattedrali. La costruzione di una cattedrale cittadina rappresentava uno dei più grandi investimenti in infrastrutture dell'epoca. I cantieri duravano decenni o anche secoli. L'avvio della costruzione del duomo di Siena risale ad almeno la fine del XII secolo. All'inizio del 1300 la floridezza economica della città stimolò un ambizioso progetto di espansione. Il progetto venne abbandonato dopo la peste del 1347. La nuova facciata incompiuta rimane a testimoniare plasticamente l'impatto di quella crisi economica e sociale.

Nel corso del Basso Medioevo il movimento della ricchezza e dei consumi della maggioranza della popolazione declina. Questo è dovuto dall’aumento della pressione su un'economia ancora troppo arretrata, di conseguenza la disuguaglianza distributiva cresce ed ad arricchirsi è un ristretto numero di mercanti, banchieri e nobili.

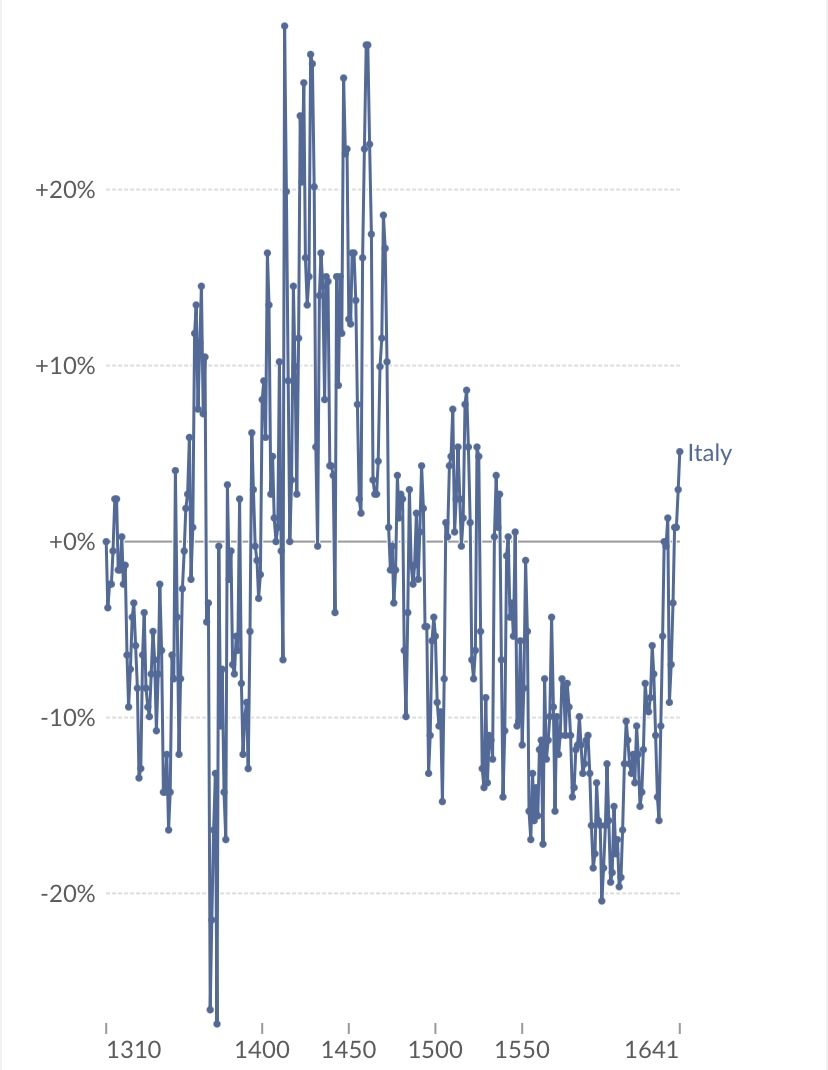
Variazione del reddito pro capite del territorio italiano dal 1310 al 1641. In questa immagine si può notare l’aumento del reddito pro capite, conseguente al crollo della popolazione dopo la peste del 1347 e del 1630, per all’aumento della forza contrattuale dei lavoratori.

Verso la fine del Duecento si sviluppò un ulteriore peggioramento delle condizioni di vita della maggioranza della popolazione, per un cambiamento delle condizioni climatiche, che dal 1250 portò ad inverni rigidi ed estati piovose che causarono raccolti scarsi e portarono numerose carestie. Le piogge causarono un aumento del prezzo del grano che è stato calcolato dal 1280 del 1,25% annuo, questo fino all’arrivo della Peste.
Nel 1347 la peste nera arrivò in Europa, uccidendone in pochi anni un terzo della popolazione. In Italia, questa catastrofe demografica fu molto accentuata. Fu tuttavia seguita dopo pochi decenni da una rinascita economica. La caduta della popolazione causò una forte caduta della domanda e quindi anche del prodotto aggregato, infatti attraverso gli studi dei traffici del porto di Genova è stato possibile stimare una caduta del prodotto aggregato maggiore della popolazione. La caduta del prodotto aggregato non si riflette però sul prodotto pro capite e sui consumi medi che aumentarono. L’aumento dei salari avvenne per la mancanza di manodopera, che favorì una maggiore forza contrattuale dei lavoratori. L’aumento dei redditi avvenne specialmente per i lavoratori delle città, così da favorirne il ripopolamento. In concomitanza nelle campagne avvenne una diminuzione degli affitti agrari di cui beneficiarono i contadini e causò l’indebolimento dei feudatari. Infatti questo processo scosse fortemente il potere feudale, favorendo in Europa Occidentale la crescita del potere delle città piuttosto che il rinsaldamento del sistema feudale (come era accaduto durante la crisi demografica del II e III secolo d.C). Questo processo non fu univoco in Europa. In molte aree, dove le città erano più deboli, come ad esempio il Mezzogiorno d’Italia e l’Europa dell’Est si ebbe al contrario un rafforzamento del potere feudale. Alcuni storici economici fanno coincidere a questo momento storico l’inizio del divario tra Centro-Nord e Sud. Dopo la peste, crebbero ancora il commercio, la produzione manifatturiera, le università, le società corporative, la partecipazione dei ceti più poveri nell'economia, e le istituzioni giuridiche e culturali che permisero l'espansione dell'economia di mercato.

## Rinascimento (XVI secolo)

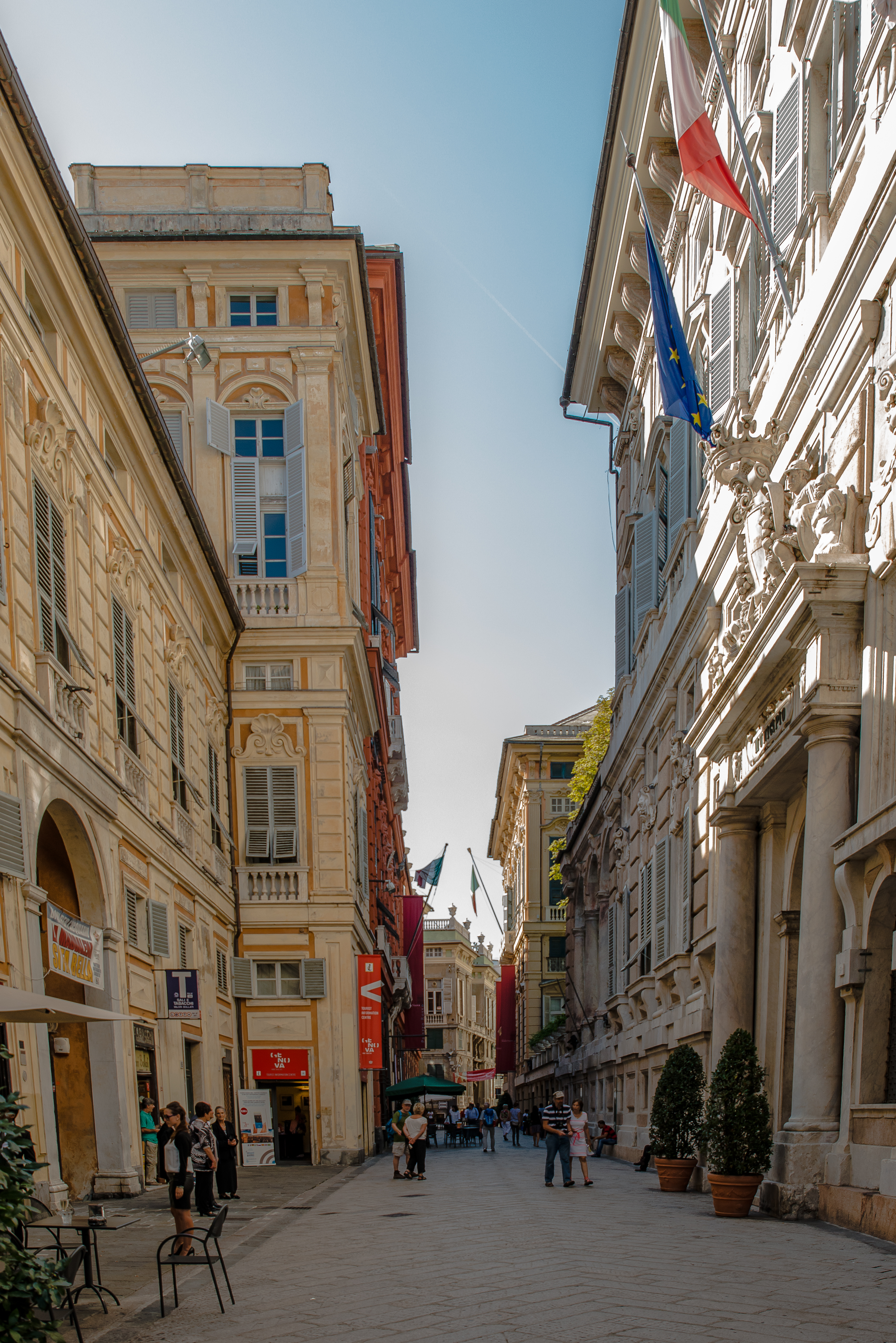
Nella seconda metà del 1500 le più ricche famiglie di commercianti, banchieri e armatori genovesi costruirono una serie di palazzi di residenza e rappresentanza lungo la Strada Nuova, fuori dal centro medioevale. Questo sviluppo urbanistico è la testimonianza fisica del picco dell'economia marittima e finanziaria genovese.

Le ripetute ondate di peste che si succedettero tra il 1350 e il 1450 probabilmente dimezzarono la popolazione urbana italiana. L'indebolimento dei piccoli centri favorì l'espansione regionale delle principali città: Venezia, Milano, Firenze, Genova, Napoli che proiettarono una maggiore stabilità politica e territoriale. La ripresa economica si accentuò particolarmente in Italia centrale a partire dal 1450. Il rafforzamento di grandi realtà urbane su le realtà urbane più piccole causò la fine del policentrismo basso medievale. Si andarono a creare gli Stati Regionali, in cui un centro, che era la capitale cresceva per popolazione e ricchezza a danno dei centri minori, che perdevano importanza. Questo processo avvenne fortemente nel Meridione con una crescita enorme di Napoli e Palermo. Le principali città italiane erano Milano, Venezia, Firenze, Napoli e Palermo.

### Settore primario
Dal Cinquecento accanto al grano, per il quale non si ebbero cambiamenti di produttività si diffusero nuove colture accanto alle tradizionali. Nel Centro-Nord si cominciò a diffondere il riso, già conosciuto e coltivato nel Meridione, specialmente in Sicilia dal X secolo, che divenne un alimento tipico dei ricchi e il gelso, anche esso già prodotto da secoli nel Meridione. La produzione del gelso ha un altissimo valore aggiunto, questo è dovuto dal fatto che si utilizza per la gelsibachicoltura. La produzione di gelso cominciò così a spostarsi dal Mezzogiorno al Settentrione, nel 1500 l’Italia produceva 400 tonnellate di gelso all’anno di cui i tre quarti provenivano dal Sud, specialmente Calabria e Sicilia. In questo periodo per via della forte caduta della popolazione, i lavoratori ebbero in dotazione migliori terre e capitali, si ebbe così un forte incremento della produttività del lavoro. Questo processo si ebbe dal 1400 fino al 1480, poi si ebbe una lunga stagnazione e poi caduta dal 1500. Anche i salari crebbero nel corso del quattrocento per poi stagnarsi dal primo decennio del cinquecento.

### Settore secondario e bancario
Per quanto riguarda le produzioni artigianali si ebbero dei cambiamenti, infatti dopo il crollo del prodotto aggregato per le pestilenze del Trecento, si ebbe una modificazione della produzione tessile.
L’industria del cotone decade in quasi tutto il centro-nord, per la competizione con le industrie tedesche, le poche industrie che rimasero erano per l’autoconsumo, si ebbe invece un forte incremento dell’industria laniera. La portata della crescita fu enorme, infatti la produzione di lana tra il 1570-1580 nel centro-nord raggiunge 150.000 panni l’anno, che valeva il 3-4 percento del prodotto interno lordo totale del centro nord. In termini di occupazione, dalla produzione di lana dipendevano tra le 200.000 e le 250.000 persone che corrispondevano al 20-25 percento dei centri con più di 10.000 abitanti. Altro settore che ebbe una forte crescita è il settore della seta, che aveva un peso sul prodotto interno lordo uguale al settore della lana, per dare un'idea del quantitativo seta greggia prodotta basta pensare che delle 1.200 tonnellate prodotte in Europa 1.000 erano prodotte in Italia di cui la metà dal Mezzogiorno. Si diffusero anche nuove industrie, come le armi da fuoco e la stampa.Durante questi secoli c’è un cambiamento nell’attività creditizia, il primato toscano infatti viene raggiunto e superato da Genova che diviene il principale finanziatore della corona spagnola.

### Traffici commerciali
Dopo la peste i commerci ripresero, con un ulteriore specializzazione dell’Italia centro-settentrionale e meridionale. Infatti esisteva allora una forte complementarità tra le due macro aree della Penisola.Il Regno di Napoli e di Sicilia e lo Stato Pontificio erano il primo partner commerciale degli Stati del centro-nord; i primi esportavano grano, seta greggia, vino, lana, olio e zucchero e importavano prodotti lavorati nel Centro-Nord e utilizzavano i servizi di credito. Essendo la domanda di beni modesta nella parte meridionale dell’Italia, c’era un forte afflusso di moneta che era però compensato in gran parte dagli interessi sui debiti contratti, determinando quindi un cospicuo afflusso di moneta verso il centro-nord.
Gli scambi dell’Italia del centro-nord verso il resto del mondo sono stati valutati tra i 50 e le 80 milioni di lire fiorentine, il maggior partner commerciale era la Francia con 30 milioni di lire, a seguire il Levante e i Paesi Bassi con 17 milioni di lire ciascuna, poi la Spagna con 8 e infine l’Inghilterra con 3.
La crescita, che aveva dunque le sue radici nella crisi demografica basso medioevo, produsse una florida economia rinascimentale, avanzata rispetto agli paesi europei. È stato stimato che il reddito pro capite in Italia centro-settentrionale raggiunse un livello che sarebbe poi stato raggiunto nuovamente solo alla fine del XIX secolo. La crescita premiò l'élite: c'era una forte diseguaglianza economica. Questa espansione economica fu alla base della fioritura culturale ed artistica dell'epoca.

### Cambiamenti nella mentalità e confronto economico con gli altri paesi
In questo periodo c’è anche un grande cambiamento nella mentalità, infatti gli investimenti dei privati tendono ad essere spesi sempre di più in attività improduttive e le possibilità di scalata sociale diminuiscono. Questo è dovuto dal fatto che a differenza del Basso Medioevo in cui c’era una forte espansione economica, per cui i gruppi in ascesa cercavano di rimuovere gli ostacoli istituzionali per la loro scalata sociale, con il tempo l’ambiente economico si satura per i limiti del sistema tecnico e i gruppi sociali che si trovano al vertice della gerarchia impongono delle resistenze per favorire il loro monopolio sul mercato. Questo immobilismo causa una crescita dell’Italia meno vertiginosa rispetto alla crescita medievale e a quella di altri paesi. L’Olanda nel corso del 1500 raggiunge l’Italia e la supera nel secolo successivo sia per prodotto procapite e sia per aggregato, la Francia che presenta una popolazione molto maggiore ha un prodotto aggregato del 30% inferiore e l’Inghilterra presenta un prodotto aggregato 5 volte inferiore.

### Spesa pubblica
L’entrate degli Stati Regionali risultano per il 70-80 percento composte da tassazione indiretta, le imposte sono su quattro categorie: contratti, alimenti, porte cittadine e monopoli. Alcuni governi tentano lo sviluppo di un catasto che viene però fortemente rifiutato dalle élite economiche e quindi non verrà sviluppato, la situazione non cambiò nei secoli successivi.

## Il Seicento (XVII)

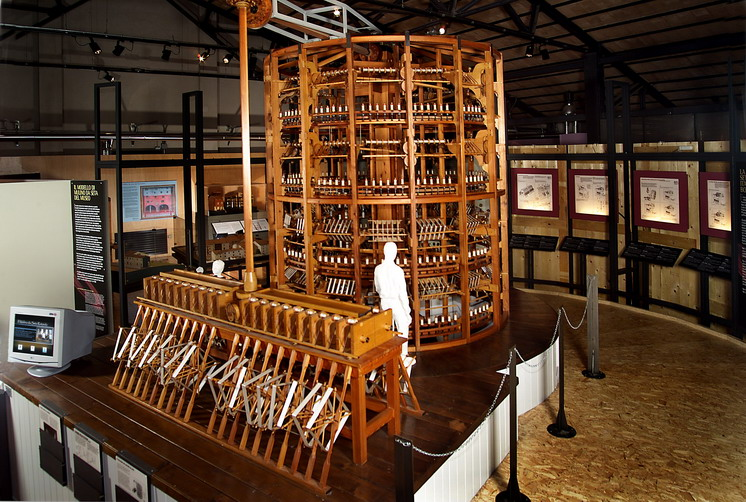
Modello di mulino a seta bolognese. Dal secolo XV Bologna si affermò come il maggiore centro europeo di produzione di filati e veli di seta. Dal XVI secolo venne introdotto uno speciale mulino, alimentato da ruota idraulica, capace di meccanizzare il processo di incannatura e torcitura del filo di seta. La macchina è considerata come la più alta tecnologia europea prima della macchina a vapore e anticipa il sistema di fabbrica della Rivoluzione Industriale. Nel 1683 la città contava 119 mulini a seta. L'industria bolognese poi decadde nel corso del XVIII secolo.

Nel corso del 1600 il sistema economico si indebolì. Olanda, Inghilterra e Francia assunsero un ruolo economico prominente in Europa e l'Italia perse la posizione dominante nelle esportazioni tessili, nelle intermediazioni finanziarie e nei trasporti marittimi. A causa del declino delle imprese cittadine, l'Italia divenne un paese importatore di manufatti anche tessili ed esportatore di prodotti agricoli primari (olio, grano, vino, lana e seta).
La misura di questo declino è dibattuta e le stime degli storici rimangono incerte. Secondo alcuni si trattò di un vero declino, secondo altri ci fu una stagnazione economica che produsse un declino competitivo relativo ad altre economie europee. Le economie di Olanda e Inghilterra, e poi Francia e Germania, in quel periodo furono molto più dinamiche e si avviarono verso una più precoce rivoluzione industriale.

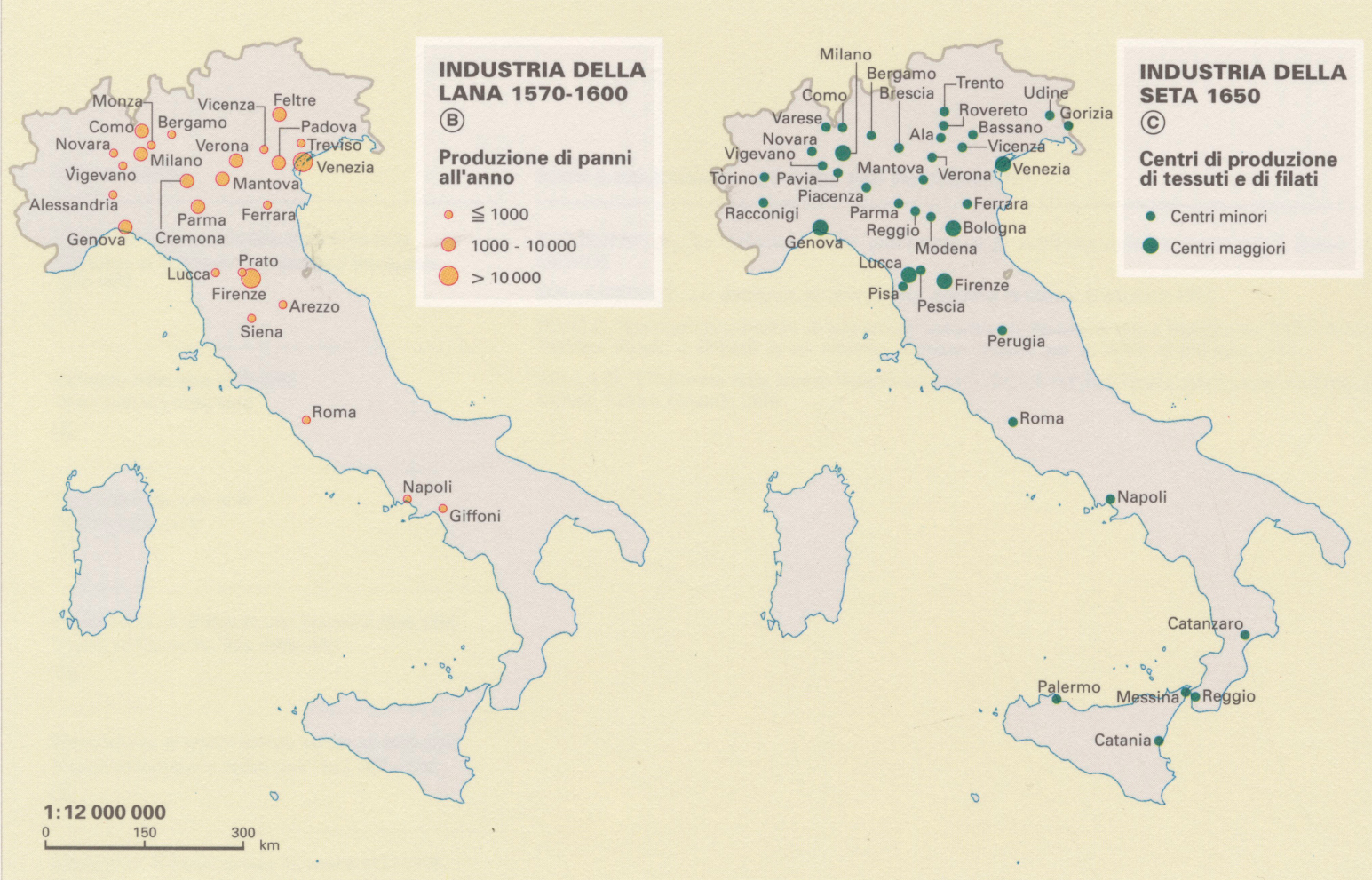
Diffusione dell'industria della lana tra il 1570-1600 e della seta nel 1650.

Gli storici hanno proposto diverse cause di questa evoluzione: le epidemie di peste, che provocarono un forte calo demografico nel corso del 1600; la crescente centralità del commercio transatlantico rispetto a quello mediterraneo; l'impatto delle guerre combattute da potenze straniere in Italia e della dominazione degli spagnoli al sud (che tassarono pesantemente i territori da loro controllati). Secondo altri storici, questi fattori da soli non sono sufficienti a spiegare la stagnazione italiana del 1600 perché molti di essi toccarono anche altri paesi europei che invece dimostrarono maggiore dinamismo economico. Sul piano politico, le piccole realtà regionali italiane non avevano una dimensione sufficiente per sostenere le proprie economie con adeguati interventi di politica monetaria e commerciale o investimenti nei trasporti. Questo svantaggiò gli attori economici italiani nella competizione commerciale, delle rotte mercantili e dell'espansione coloniale.
È stato inoltre ipotizzato che l'economia italiana del 1500 crebbe rapidamente ma in un modo sbilanciato e questo ebbe la conseguenza accrescere i prezzi dei prodotti agricoli poiché ne aumentò la domanda a seguito dell’aumento della popolazione senza innalzare il rendimento delle terre; ciò avvantaggiò i proprietari terrieri e svantaggiò i settori più innovativi dell'economia. Col tempo, la crescente diseguaglianza economica, inasprita anche da una forte tassazione indiretta da parte delle piccole realtà politiche, limitò la domanda locale dei prodotti più innovativi, che non erano accessibili alla grande maggioranza della popolazione. Quindi la crescita non alimentò una domanda interna capace di sostenere lo sviluppo di industrie e servizi sofisticati. I fondamenti della crescita vennero quindi meno, contribuendo al declino nel secolo successivo.
Sono stati pure proposti fattori culturali e istituzionali che hanno contribuito a ritardare la crescita dell'economia di capitali e imprenditoriale italiana rispetto a quella di altri paesi europea nel corso del XVII secolo: una minore apertura culturale all'innovazione; e l'influenza di istituzioni conservatrici, quali le corporazioni e le piccole signorie locali, che regolavano rigidamente e difendevano lo status-quo, ostacolando l'innovazione produttiva.
Questo insieme di fattori generò dunque una prolungata stagnazione economica. I capitali disponibili presso le classi urbane più ricche furono investiti più che in settori produttivi, in misura notevole in arte ed edifici religiosi e civili. Tali investimenti produssero l'esteso patrimonio artistico ed architettonico che l'epoca ha lasciato a sua testimonianza.

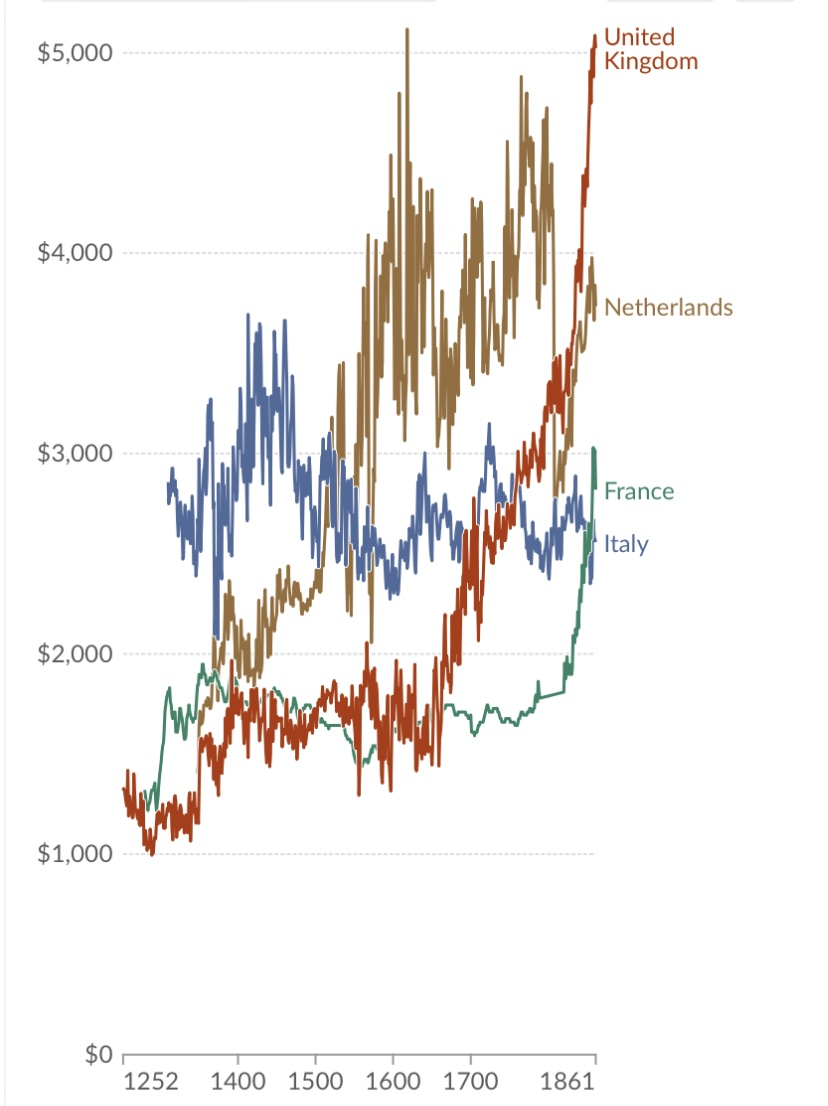
Variazioni del reddito pro capite dell’Olanda, dell’Italia, della Francia e del Regno Unito dal 1252 al 1861.Nell’immagine è possibile notare il sorpasso del reddito pro capite italiano alla fine del Cinquecento da parte dell’Olanda, dal Settecento dal Regno Unito e a metà Ottocento dalla Francia.

Oltre questi fattori bisogna tener presente anche del grande aumento della popolazione che portò la popolazione a superare anche il numero degli abitanti del 1300, ma poiché i livelli tecnologici non erano migliorati abbastanza, si ebbe un abbassamento delle condizioni di vita, dei redditi e dei consumi della maggioranza della popolazione oltre che una caduta della produttività del lavoro.

### Settore primario
Nel 1600 ci furono grandi cambiamenti nel settore primario. Questi furono dovuti all’aumento della popolazione che comportò la frammentazione dei piccoli poderi e ai cambiamenti del clima, per l’inizio della piccola era glaciale. Questi due fattori favorirono l’indebolimento della classe dei mezzadri, che erano costretti per la povertà ad accettare prevaricazioni da parte dei signori, che richiedevano obblighi sempre maggiori e imposero la cessione di più beni per il pagamento del canone e favorirono l’aumento del numero di coltivazioni per le esportazioni, come gelsi e olivi. Da questo momento la produzione di gelsi è equamente divisa tra Centro-Nord e Sud. Il peggioramento delle condizioni dei mezzadri è chiamato proletarizzazione, causó differenze sempre più esigue nei consumi tra i braccianti e i mezzadri, il processo continuo nei secoli successivi.
Per permettere un costante sostentamento di una popolazione vennero aggiunte nuove coltivazioni, specialmente nel Settentrione come il mais e le patate. Questi nuovi alimenti permisero di mantenere in costante aumento la popolazione, ma per via del basso valore nutritivo causarono problemi di malnutrizione nelle famiglie contadine del nord, come la pellagra. A metà Seicento a modificare questa situazione ci pensò la peste, che causò la morte di molte persone in Italia favorendo un discreto aumento della produttività del lavoro pro capite fino all’inizio del Settecento.

### Settore secondario
Anche nell’economia urbana per l’aumento della pressione demografica si sviluppò la proletarizzazione del lavoro artigianato. Dagli studi fatti sui contratti dell’Arsenale di Venezia è emerso infatti una perdita dell’autonomia, visto che stavano sotto le dipendenze di un capo e un abbassamento degli stipendi.
Il settore economico più importante dell’Italia, il tessile, risulta in declino nel Seicento, non potendo eguagliare la concorrenza inglese, olandese e francese, rimangono comunque delle industrie ma dedite all’autoconsumo.
Gli istituti di credito italiani e specialmente genovesi finanziano la Corona Spagnola, riuscendo ad arricchirsi enormemente, infatti a Genova è stato stimato che nel solo Seicento il 30% dell’argento giunto dalle Americhe fu utilizzato per pagare gli interessi. Il legame con la corona spagnola non fu però una scelta lungimirante nel lungo periodo, visto che legò Genova alle sorti della Spagna.

### Declino dei traffici commerciali
I commerci dell’Italia risultano particolarmente contratti, specialmente nel Nord. I porti di Genova e Venezia hanno un importante caduta nel volume e nel tonnellaggio, le flotte risultano quasi dimezzate in quarant’anni. In condizione stagnante si trovano i porti del Sud, Napoli e Palermo. È riscontata solo un importante crescita del porto di Livorno, questa crescita è dovuta però più alla forte presenza di mercanti stranieri piuttosto che per una crescita endogena. In questo secolo c’è un cambiamento nella bilancia commerciale dell’Italia che è attiva, esporta beni alimentari, seta greggia e tessuti di seta e importava tessuti di lana e cotone, beni coloniali, stagno, piombo, spezie. Dunque le differenze tra il Centro-Nord e il Sud diminuiscono divenendo entrambe regioni che esportano prevalentemente materie prime.

### Cambiamenti nell’urbanizzazione
Dopo la crescita della popolazione urbana dal Quattrocento al Cinquecento, si verifica una stagnazione nel Seicento. Questo è dovuto al fatto che dopo il 1500 il differenziale tra salari urbani e salari rurali non cresce per la già tanta forza lavoro nelle città, non favorendo più l’immigrazione della popolazione dalle campagne. Questo processo causò la stagnazione del tasso di urbanizzazione fino a metà Ottocento. Il Sud però non seguii questo stesso processo, infatti i tassi di urbanizzazione crescono, la crescita è però dovuto all’aumento dei braccianti che tendevano a vivere nei paesi piuttosto che sparsi nelle campagne non possedendo la terra. Altra eccezione è rappresentata dalla città di Napoli che cresce in modo esponenziale rispetto alle altre città italiane, la crescita è dovuta per lo spostamento dei signori dalle campagne alla città e con loro anche mercanti, artigiani e braccianti. Questi ultimi erano mossi dalla ricerca di fortuna e di sfuggire agli obblighi feudali, visto che potevano vivere in città con lavori giornalieri nelle botteghe o grazie alle opere di carità della nobiltà e della chiesa.

### Piemonte sabaudo
Nei domini sabaudi il governo centrale svolse un ruolo importante nella gestione dell'economia nazionale, seguendo l'esempio della vicina Francia. In particolare, Vittorio Amedeo II di Savoia riuscì a riorganizzare lo Stato rendendolo più efficiente e applicando una serie di misure di stampo colbertista. Tra le riforme si segnalano l'istituzione del catasto fondiario nel 1731, la creazione di intendenze provinciali e la limitazione dei privilegi ecclesiastici; le manifatture interne vennero protette e tutelate, mentre altre industrie venivano create tramite patenti e privilegi; infine, le continue campagne militari ebbero l'effetto di sostenere la spesa pubblica.
L'agricoltura ebbe un notevole sviluppo, grazie a opere di canalizzazione e bonifica e alle politiche attrattive che fecero affluire coloni dalla Lombardia e dalla Liguria. L'ampliamento delle colture, specie nella bassa pianura, vide una forte espansione della risicoltura; tuttavia, il settore trainante divenne ben presto quello serico. Vennero infatti impiantate coltivazioni di gelsi e richiamati artigiani specializzati; venne imposto il divieto di esportazione della seta greggia, favorendo così la torcitura serica, che divenne l'industria principale del paese.
Queste politiche diedero buoni frutti, dato che dopo il 1660 ci fu una forte crescita economica: le entrate dai dazi commerciali raddoppiarono nel trentennio successivo, mentre la produzione complessiva giunse a due volte e mezzo nella prima metà del Settecento rispetto al periodo precedente.
Queste politiche anche se comportarono un aumento della produttività non favorirono un miglioramento dei redditi e si sviluppò specialmente nel seicento un peggioramento delle disuguaglianze, infatti anche nei domini Sabaudi, come nel resto d’Italia, questo fu dovuto all’aumento della popolazione e della tassazione indiretta. Un altro limite era dovuto alla debolezza dello Stato, che come gli altri Stati Italiani, riuscì solo parzialmente a sviluppare delle politiche mercantilistiche efficaci, come invece avveniva in altre parti d’Europa, questo avveniva per l’incapacità di proteggere i mercati dalla concorrenza straniera, pena le ritorsioni e sempre per il peso politico riuscì solo in modo parziale a imporre condizioni favorevoli al commercio e non riuscì a entrare nella competizione coloniale.

### Stato di Milano
La crisi del Seicento fu avvertita in maniera drammatica nella Lombardia spagnola: la peste del 1630 e l'interruzione dell'afflusso di argento americano comportarono una paralisi della produzione e dei commerci durata almeno fino al 1660. L'apparato manifatturiero crollò mentre le politiche del governo, inizialmente incerte, furono inefficaci e i tentativi mercantilisti sostanzialmente fallirono.
Il patriziato urbano, composto da grandi proprietari terrieri, contribuì a rivitalizzare il settore agrario ma al contempo fece deprimere la produzione manifatturiera; l'economia della regione siubì una profonda trasformazione, ormai indirizzata verso l'esportazione di prodotti agricoli e semilavorati, come filati greggi e ritorti.

### Stato Pontificio
L'economia dello Stato Pontificio in questo periodo era generalmente statica e depressa. L'assenza di una classe mercantile e il disinteresse dei ceti dirigenti verso gli investimenti produttivi furono tra i principali fattori del sostanziale immobilismo economico. Nonostante la completa assenza di una tradizione commerciale e industriale, a Roma nacque nel 1605 il Banco di Santo Spirito come istituto di raccolta del risparmio e di sottoscrizione del debito pubblico, favorito dal forte afflusso di denaro dovuto principalmente alle decime ecclesiastiche e ai cospicui patrimoni religiosi.
Nonostante il forte movimento di capitali la produzione manifatturiera rimase fragile e i consumi, specie di lusso, si orientarono verso l'estero; ne conseguì il predominio dei mercanti esteri – orientati alla speculazione – e a un forte deficit della bilancia commerciale. Lo Stato Pontificio reagì solamente tramite provvedimenti contro l'importazione di beni e manufatti esteri, senza un'organica politica economica.

### Regno di Napoli

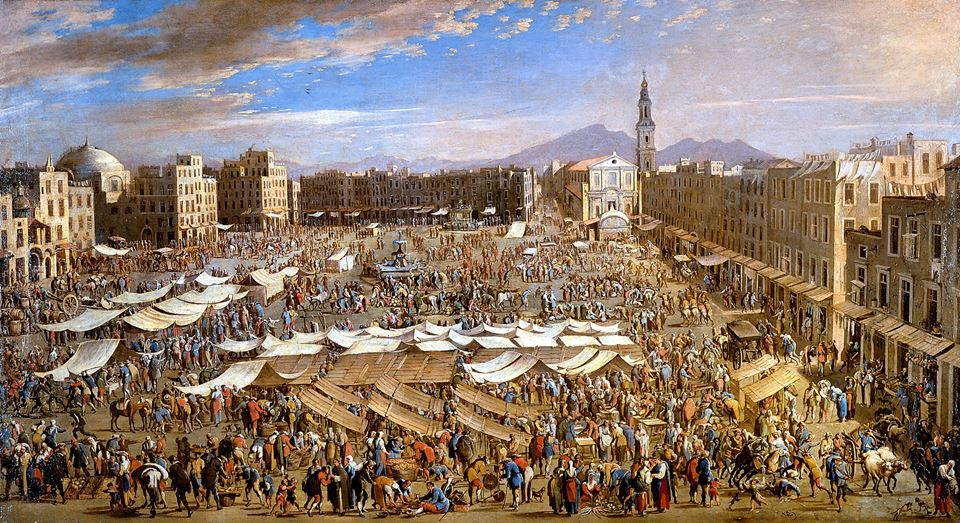
Napoli, piazza del mercato, XVII secolo. Dipinto di Micco Spadaro.

Il Regno di Napoli scontava la subordinazione politica all'Impero spagnolo, il quale richiedeva continui contributi per le proprie spese, in particolare quelle militari. Ne conseguiva la crescita della pressione fiscale e del debito pubblico, oltre all'assenza di investimenti da parte delle autorità nei confronti delle attività economiche.
Oltretutto l’aumento della tassazione avveniva aumentando le imposte indirette, questo comportò un peggioramento della vita dei più umili, visto che comportava l’aumento del prezzo dei generi di prima necessità.
Le politiche fiscali non seguivano logiche coerenti di politica economica, ma erano atte a coprire le ingenti spese della corona spagnola, evitando però le proprietà baronali ed ecclesiastiche che godevano di privilegi e immunità. Diversi limiti al commercio e alle esportazioni agricole, oltre a pesanti dazi e imposte sui consumi indebolirono le attività produttive e il mercato dei capitali: di conseguenza era preferibile investire negli arrendamenti, ovvero gli appalti delle imposte.
L'incapacità di poter governare autonomamente la propria economia fu la causa principale della depressione di uno Stato che doveva fronteggiare i mutamenti internazionali. La rivolta di Masaniello fu in effetti dovuta alla forte pressione fiscale, mentre la peste del 1656 acuì le condizioni drammatiche in cui versava l'economia del Mezzogiorno.

## Dal Settecento all'Unità
Tra il Settecento e la metà dell'Ottocento, l'Italia rimase suddivisa in piccoli stati, molti dei quali sotto dominazione straniera (austriaca e francese): questo contesto non favorì la crescita e la competitività economiche e commerciali dell'area italiana. Tuttavia nel corso del Settecento i Sovrani Italiani influenzati dal pensiero Illuminista parteciparono al riformismo di quegli anni, attuando una serie di riforme economiche-sociali, che riuscirono parzialmente a modernizzare il sistema socio-economico. Questo periodo di riforma venne interrotto dopo la Rivoluzione Francese, sostituito con governi dispotici repressivi. In seguito alla Restaurazione i vari regnanti cercarono da un lato di favorire un certo riformismo ma dall’altro repressero le richieste dei liberali, questo impedì all’Italia di entrare nella Seconda Rivoluzione Industriale, essa infatti rimase un paese agricolo e arretrato rispetto agli altri paesi dell’Occidente, anche se al suo interno con due livelli di arretratezza tra il nord ed il sud, infatti a fronte di un dislivello di reddito contenuto, notevoli erano le differenze nelle “precondizioni di sviluppo” (infrastrutture, credito e istruzione).

### settore primario: la produttività agricola e i regimi agrari
In questi secoli c’è un continuo aumento del fenomeno della proletizzazione dei contadini e un aumento della terra dei grandi proprietari. Questo porta nell’Ottocento una grande concentrazione della terra rispetto al passato, che rimane comunque modesta nell’Italia centro-settentrionale rispetto ad altre regioni europee. Per calcolare la piccola proprietà è stata usata la percentuale della popolazione che viveva sparsa, visto che i contadini proprietari della terra tendevano a vivere sparsi nelle campagne a differenza dei braccianti; in base ai dati risulta massima la piccola proprietà in Emilia-Romagna, in Umbria, Marche e Toscana e Veneto con rispettivamente il 55,7% e il 42,5% della popolazione che vive sparsa nelle piccole proprietà, in posizione intermedia Piemonte, Lombardia, Liguria e Lazio, Abruzzi e Campania con il 23%, per le prime tre, e il 13% per le ultime, e infine le altre regioni del mezzogiorno e isole con il 6%.
Oltre ciò rimangono due regimi agrari nella Penisola, cioè i sistemi di possesso e condizione dei terreni, che cambiarono in maniera e misura diversa fra le regioni italiane, con profonde conseguenze economiche e sociali. Nel meridione l'antico sistema feudale rimase dominante fino alla rivoluzione francese e sostituita poi dal latifondo: le terre infatti erano concentrate nelle mani di un ristretto numero di latifondisti, i cosiddetti baroni, a cui si aggiunge un ceto di estrazione borghese dall’Ottocento. Nell'Italia centrale prevaleva la mezzadria: sebbene la proprietà terriera era concentrata nelle mani di pochi, questo contratto agrario incentivò nel tempo lo spirito d'impresa e forme di cooperazione. Nel nord la feudalità diminuì fortemente nel corso del '700 e si avviarono trasformazioni precoci verso l'investimento di capitali, la modernizzazione delle tecniche di produzione, e l'integrazione con le industrie di trasformazione.
Secondo altri studi, che confermano la presenza di regimi agrari differenti, ma non ipotizzano una produttività del lavoro e sviluppo di particolari innovazioni almeno fino alla fine dell’Ottocento in tutta l’Italia. Questi dati sono ricavati ad esempio dalle rese del grano, che risultano più o meno costanti dal 1350, in tutta l’Italia. Le rese infatti sono per il Nord dai 5 ai 9 quintali per ettaro, per il Centro dai 4 ai 8 e per il Sud dai 3 ai 7. Questo dato risulta particolarmente basso tenendo presente che in Inghilterra dal 1650 era di 12 quintali per ettaro. 
È molto bassa di conseguenza anche la produttività del lavoro agricolo, che risulta in declino da metà Seicento, essa risulta tra le più basse di tutta l’Europa ed è nell’Ottocento tre volte inferiore alla produttività di un addetto inglesi e la metà di un addetto francese e tedesco.
Risulta invece elevata la produttività della terra, seconda soltanto alla Germania e l’Olanda, questa dicotomia è dovuta alla presenza delle colture arboree, che hanno un alto valore aggiunto. Sono presenti delle differenze tra le tre le aree del paese, il Centro-Nord presenta una produttività della terra maggiore. La produttività per ettaro è infatti di 204 lire contro le 134 del meridione, questo è dovuto alla estensione della cerealicoltura, dov’era più diffusa era dove le colture arboree erano meno presenti. Era presente una grandissima produzione di gelso, che era dal settecento maggiore nel nord che nel sud a differenza del passato. Questa pianta era molto importante perché era alla base della gelsibachicoltura, che serviva per produrre seta greggia.

### Settore secondario: la nascita delle prime industrie
I tentativi da parte dei governanti di aumentare la produttività e la produzione industriale italiana fu in gran parte modesta o insignificante rispetto alla crescita che stava avvenendo negli altri paesi.
Resisteva comunque un modesto settore tessile in gran parte ancora utilizzante lavori a domicilio e lavoratori stagionali, questi impianti erano concentrati specialmente in Lombardia e Piemonte ed erano proiettati per i consumi interni.
Anche le prime ferrovie non dettero grande impulso all’industria pesante, i grandi stabilimenti industriali erano quasi sempre voluti e ampiamente sovvenzionato dai vari Stati, essi si trovavano nei pressi delle varie capitali, la più grande era l’officine di Pietrasa ed era presente un maggiore chilometraggio di ferrovie nel Centro-Nord rispetto al Sud.
L’unico settore in netta crescita nell’Ottocento è la cantieristica navale, questo avvenne dopo una lunga decadenza delle flotte italiane. Questo è molto evidente dal confronto tra il tonnellaggio delle flotte inglesi e italiane: nel cinquecento le flotte delle sole Genova e Venezia erano pari a 80.000 tonnellate contro le 50.000 tonnellate inglesi. Nel Settecento la situazione si era ribaltata, le flotte di tutta l’Italia raggiungevano le 100.000 tonnellate mentre l’Inghilterra 1.000.000. Durante l’Ottocento l’Italia comincia a recuperare, nel 1850 il tonnellaggio inglese era di 4.500.000 contro le 700.000 italiane. I maggiori cantieri navali erano in Campania e Liguria che avevano a metà Ottocento 2300 e 1900 operai, i cantieri navali veneti erano invece in declino con una produzione assai modesta.

### Traffici commerciali
Non ci furono cambiamenti nei commerci, l’Italia restava infatti un paese che esportava materie prime specialmente prodotti agricoli e seta greggia e importava cereali, beni coloniali, tessuti e carbon fossile. Dal Seicento si rafforza la diminuzione del commercio tra le diverse aree del paese, questo porta i vari Stati Italiani ad essere principalmente partner con stati esteri.

### Il prodotto aggregato e pro capite in Italia ed in Europa
Dopo le pestilenze di metà Seicento la popolazione riprese a crescere a ritmi maggiori di prima, questo causò un incremento della domanda e di conseguenza del prodotto aggregato, ma non fu seguito da un aumento del prodotto pro capite e delle condizioni di vita che rimasero stagnanti o in declino fino al 1820.
Dal 1820 mentre gli altri paesi dell’Europa Occidentali si svilupparono in modo molto maggiore del passato e si ebbe un aumento del prodotto pro capite per l’inizio della crescita moderna. In Italia la crescita fu modesta e dovuta ad un arricchimento di una piccola parte della popolazione, che portò un modesto aumento del prodotto pro capite. Questo avviene per un lungo fenomeno di accumulazione agraria che aumentò i redditi dei grandi proprietari. In base ai dati sui prezzi è stato possibile fare una stima e contrapporla agli altri paesi, da questi dati è emerso che nel 1700 l’Italia del Centro-Nord presentava un reddito superiore rispetto a tutte le regioni europee meno l’Olanda, che l’aveva superata nel seicento e l’Inghilterra, che la superò in quel secolo e dal 1750 anche il Belgio. L’alto reddito dell’Italia è dovuto alla precoce crescita nel Basso Medioevo. Nel 1820 l’Italia del centro-nord è superata da Svizzera, Danimarca e Francia. Le differenze tra il centro-nord e il sud, Lazio incluso, sono assai modesti in termini di reddito sono stati stimati tra lo 0% e il 15% e anche addetti ai vari settori. Erano però presenti delle differenze nelle condizioni di pre-sviluppo industriale, come alfabetizzazione, migliore accesso al credito e infrastrutture. Il dato più attendibile sul reddito, è stato stimato per il 1861, facendo 100 l’Italia, il prodotto pro-capite era 115,7 nel Nord-Ovest, 91.4 nel Nord-Est, 111,1 nel Centro, 86.4 nel Sud e 93.2 nelle Isole. Erano inoltre presenti delle differenze molto grandi tra le varie aree del Sud. Infatti in base ai dati di metà Ottocento all’epoca la Sicilia e specialmente la Campania, presentavano un reddito più alto del resto del mezzogiorno, rispettivamente di 94 e 107 e una produttività della terra molto alta di 147 e di 247 lire per ettaro. 

### Italia settentrionale
La Lombardia, dominata dall'Austria, fu la regione che riuscì ad attuare le migliori riformi nel corso del Settecento, questo avvenne specialmente grazie al buon governo del Conte Carlo Giuseppe di Firmian, che fu governatore del Ducato di Milano durante il regno di Maria Teresa d'Asburgo e Giuseppe II del Sacro Romano Impero. In questi anni furono intraprese importanti riforme economiche: agricoltura intensiva (con forti investimenti nell'irrigazione); produzione della seta grezza assieme all'industria di filatura; soppressione dei privilegi fiscali; libertà di commercio interno; riduzione del potere ecclesiastico attraverso l’abolizione del diritto d’asilo, dell’Inquisizione e significativi investimenti nell'istruzione pubblica, come la ricostruzione dell’Università di Pavia.La riforma più importante fu l’introduzione nel 1718 del catasto teresiano: questa riforma, che si protrasse per oltre quarant'anni, modernizzò profondamente il regime agrario. La politica riformatrice venne interrotta negli ultimi decenni del settecento. Successivamente nell’ottocento si svilupparono le prime industrie metalmeccaniche (piccole ma importanti imprese tra cui Regazzoni, l'Elvetica, la Grondona, le industrie d'armi del bresciano, le ferriere del lecchese e di Dongo); numerose istituzioni bancarie (tra cui la Cassa di Risparmio delle Province Lombarde fondata nel 1823); una buona rete di trasporti ferroviari e stradali.

In Veneto, dominato dall'Austria, non si seppe sviluppare un'agricoltura intensiva come in Lombardia, e superare la stagnazione indotta dal declino di Venezia.

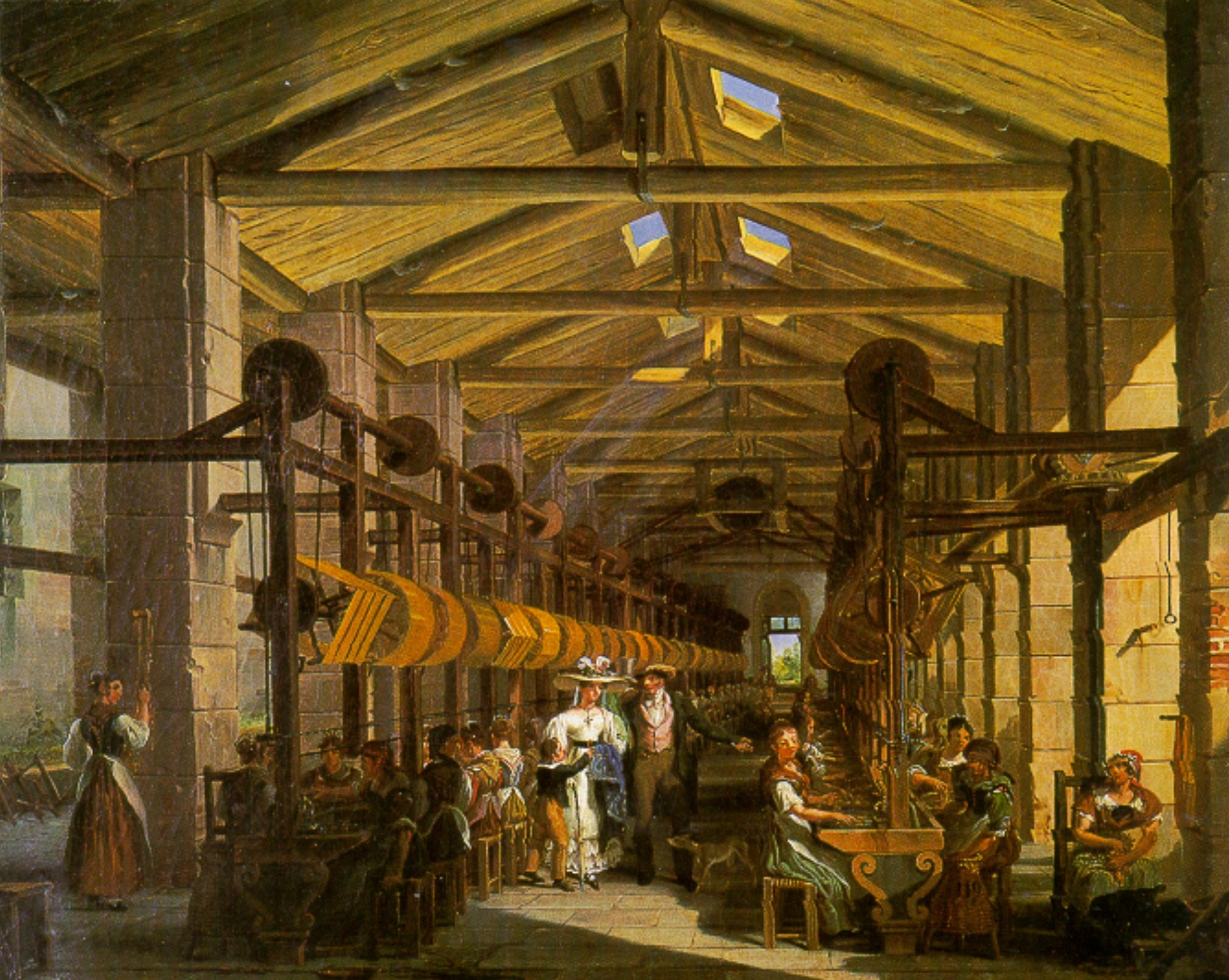
Filanda a Boffolara Ticinese: la Filanda Mylius, dipinto di Giovanni Migliara (1828).

Riforme amministrative di rilievo sociale ed economico vennero intraprese anche in Toscana e Piemonte.
Nel Granducato di Toscana, nel Settecento con Francesco di Lorena e Pietro Leopoldo si avviano importanti riforme nell’ordinamento giuridico: soppressione della giurisdizione e servitù feudale, della manomorta, del maggiorasco; opere di bonifica e si tentò una riforma religiosa grazie al vescovo giansenista Scipione De Ricci. Molte di queste riforme vengono fortemente attenuate e abolite alla fine del Settecento dal suo successore, Ferdinando III. Successivamente la Toscana, anch'essa dominata dagli Austriaci, sotto il governo di Leopoldo II rimase fondamentalmente un'economia agricola; c'erano piccole realtà industriali, ma le politiche commerciali fortemente liberali del Granducato non ne favorirono lo sviluppo. Livorno approfittò della liberalizzazione commerciale e divenne un vibrante porto-franco.Vennero intraprese importanti riforme per favorire i collegamenti attraverso la costruzione di ferrovie: la Ferrovia Leopolda (Firenze-Pisa-Livorno, con la diramazione da Empoli a Siena) e della Ferrovia Maria Antonia(Firenze-Prato-Pistoia-Lucca), mentre rimasero a livello progettuale la Ferrovia Ferdinanda (Firenze-Arezzo) e la Ferrovia Maremmana (Livorno-confine del Chiarone, terminata dopo il 1860). Le antiche compagnie bancarie toscane invece non si svilupparono al passo dei tempi.
Nel Piemonte nel Settecento le riforme illuministe furono molto tenui rispetto agli altri Stati Preunitari, infatti a differenza di Vittorio Amedeo III, i suoi successori Carlo Emanuele III di Savoia  e specialmente Vittorio Amedeo III di Savoia, si concentrarono maggiormente in una serie di guerre per estendere i confini del Regno piuttosto che riforme di stampo illuminista. Nel periodo Napoleonico vennero promulgate importanti riforme in campo socio-economiche, come la riforma per abolire la feudalità contenuta nei codici napoleonici, che furono poi abrogate in seguito da Vittorio Emanuele I. Dopo i moti del 1820 salì al trono Carlo Felice che insieme al suo successore Carlo Alberto oscillarono tra riformismo e dispotismo. In questi anni vennero fatte importanti riforme come ad esempio la creazione nel 1827 della Cassa di Risparmio di Torino e la Società Reale Mutua d'assicurazioni, la riduzione delle tasse doganali per il grano (per il quale scesero da 9 a 3 lire il quintale), per il carbone, per i tessuti e per i metalli; una facilitazione nell'importazione dei macchinari per l'industria; e la possibilità di esportare la seta grezza. Questa politica portò ovviamente a minori entrate nel settore dei dazi ma favorì altre entrate del bilancio dello Stato che, dal 1835, risultò in attivo per diversi anni. Negli stessi anni a Genova la ricchezza accumulata in secoli di commercio rimase accentrata in un ristretto gruppo di banchieri che erano attivi in tutta Europa. Nel 1845 fu fondata la Banca di Genova, che poi costituirà la Banca Nazionale degli Stati Sardi, denominata dopo l'unificazione Banca Nazionale nel Regno d'Italia (in seguito Banca d'Italia). C'erano anche alcune rilevanti realtà industriali (tra cui Ansaldo, il Cantiere della Foce e I'Arsenale). Lo sviluppo delle ferrovie inizialmente avvenne lentamente (la prima ferrovia venne ultimata nel 1848), poi si ebbero grandi ampliamenti sotto l’amministrazione di Cavour. Dopo i moti del 1848, a differenza degli altri Stati Italiani, il Regno di Sardegna fu l’unico a mantenere la costituzione, affermata nello Statuto Albertino. Il nuovo Re Vittorio Emanuele II diede l’incarico di formare il nuovo governo a Cavour che dal 1850 al 1861, avviò riforme che modernizzarono economia, istruzione, infrastrutture, e promossero l'industrializzazione e la separazione stato-Chiesa. Nonostante resistenze e l'influenza regale, il processo di modernizzazione si fece più deciso, sostenuto dall'imprenditoria, che divenne gradualmente più influente nella direzione delle riforme politiche ed economiche.   Nel Regno di Sardegna la ricchezza non era limitata solo ai nobili, ma diffusa tra banchieri, commercianti e imprenditori tessili. In Sardegna invece l'amministrazione dei Savoia mantenne a lungo il latifondo di stampo feudale: fu bandito formalmente solo tra il 1835 e il 1839, contribuendo al perdurare dell'arretratezza economica e sociale.

### Stato Pontificio
L'amministrazione pontificia era criticata anche al tempo per il suo clientelismo e malgoverno, che ostacolarono la modernizzazione economica e gli investimenti. Pio IX salì al pontificato nel 1846, segnando l'inizio di un periodo che, nonostante un breve slancio liberale, vide presto un ritorno alla conservazione dopo il 1848. Tuttavia, nel corso del suo regno che durò fino al 1870, ci furono moderati ma significativi investimenti nelle infrastrutture di trasporto e nelle bonifiche.

### Regno di Napoli e di Sicilia
Il Meridione nel Settecento

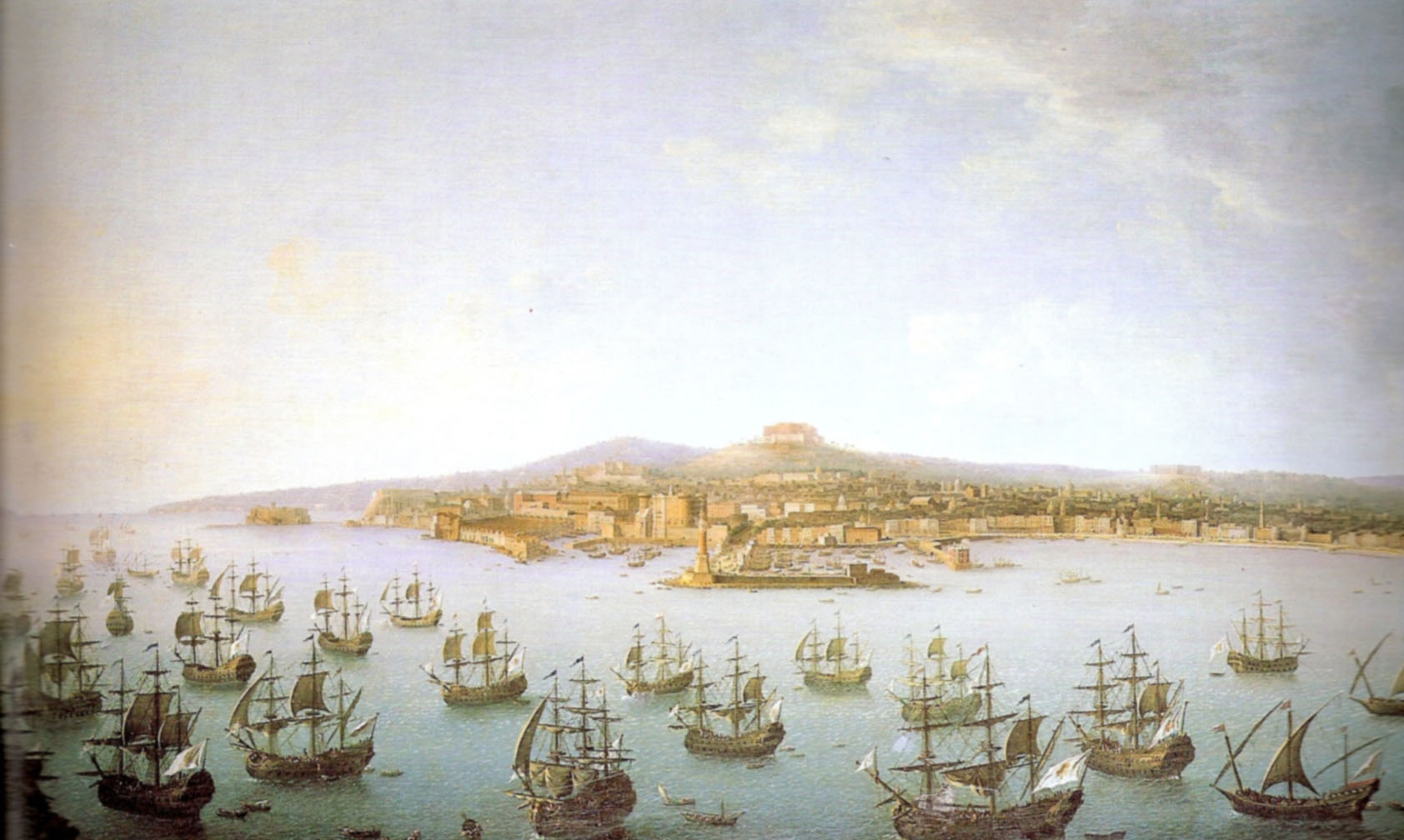
La Partenza di Carlo III di Borbone per la Spagna, vista dal mare di Antonio Joli.

Durante la metà del Settecento nel meridione furono promulgate una serie di riforme di stampo illuminista grazie all'azione riformatrice di Carlo Di Borbone, primo re della dinastia borbonica a Napoli, e di personaggi della corte, quali i segretari di Stato Manuel de Benavides y Aragòn, Josè Joaquìn de Montealegre e Bernardo Tanucci; e gli economisti Antonio Serra, Antonio Genovesi e Ferdinando Galliani e dei giuristi Pietro Giannone, Gaetano Filangieri, Giuseppe Maria Galanti, Giuseppe Palmieri, Domenico Grimaldi, e Merchiorre Delfico e successivamente con il presidente del consiglio dei ministri Luigi De Medici sotto il regno di Ferdinando I. Queste riforme avevano da una parte lo scopo di modernizzare l’assetto socio-economico del Sud andando a limitare il potere baronale e della Chiesa e dall’altro stimolare l’artigianato e l’impresa attraverso l’apertura di nuovi impianti. Queste leggi crearono un momento di discontinuità con il passato, ma non portarono all’abolizione del feudalesimo, grave problema del Mezzogiorno.
Le riforme
La Corte in questi anni si scontrò contro l'onnipotenza dei baroni; in questa direzione avviene il recupero degli “arredamenti”, termine con il quale si intende un insieme di diritti pubblici come le dogane, le gabelle, i monopoli di produzione e di scambio, i diritti contributivi sulle merci immagazzinate, questa politica permette a diminuire il potere baronale e a restituire la capacità direttiva in campo economico.
Lo scontro più netto e prolungato si ha con la Chiesa, che durante il periodo vicereale possedeva tre immunità: la prima, l'immunita locale, che permetteva a chiunque entrava in un luogo sacro e chiedeva asilo di sottrarsi alla giustizia civile, la seconda, l'immunita personale, che impediva gli ecclesiastici di non essere sottoposti ai tribunali del regno e la più gravosa dal punto di vista economico, l'immunita reale, che concedeva agli immensi terreni della chiesa l'esenzione dalle imposte. Così dal 1737 cominciarono le trattative tra il Regno di Napoli e lo Stato Pontificio che alla fine portarono alla firma del Concordato del 1741; il quale limitava la giurisdizione del clero, sottoponeva a tassazione una parte delle proprietà della chiesa e diminuiva a limitati casi la richiesta di diritto d'asilo. Il 3 novembre del 1767 viene sottoposto alla firma di Ferdinando I un decreto, con il quale avviene la cacciata dei gesuiti da Napoli e la messa all'asta dei beni ecclesiastici: vengono in questo modo assegnati con contratti di enfiteusi sono oltre 45 mila ettari di terreno e a beneficiarne è il ceto medio agrario, una parte di queste terre viene data in piccole frazioni a contadini poveri: 3 mila famiglie siciliane.
Sotto il regno di Carlo si cercò di ammodernare il sistema tributario. Il suo primo atto è la legge del 4 ottobre 1740, mediante il quale si dispose la compilazione del Catasto onciario, detto onciario perché era l’unità monetaria teorica di riferimento, in base alla quale venivano stimati i patrimoni. Ne scaturì una rivelazione della popolazione del Regno, in cui erano riportate età, professione e proprietà. Le copie sono conservate all’Archivio di Stato di Napoli. Questa riforma aveva però due limiti, il primo limite stava nel fatto che sono rimesse alle dichiarazione dei possidente e il secondo limite era il fatto che era controllata dai Comuni, enti in cui comandavano i baroni e i possidenti. La riforma per queste ragioni fallì negli anni successivi e il fisco torna a ricorrere alle gabelle.  Grazie a queste riforme fu possibile un ammodernamento il sistema socioeconomico della società meridionale e in campo economico avvenne l'apertura degli opifici di San Leucio , Real Fabbrica di Capodimonte, Reali ferriere ed Officine di Mongiana, la Real arazzeria napoletana e L'ammodernamento dei cantieri navali di Napoli e Castellammare.
Durante la dominazione spagnola la Sicilia si trova in condizioni molto simili al resto del Mezzogiorno: grandi potenzialità economiche (“nella prima metà del XVIII secolo l'isola, in annata buona, poteva produrre il doppio dei cereali che consumava”) e presentava gli stessi problemi del resto del meridione, il baronaggio e il potere clericale. Il potere politico è nelle mani del viceré di nomina reggia, le cui scelte sono espressione del governo di Madrid prima e di Napoli poi. La capitale è Palermo con 200.000 abitanti che è la città più popolosa d'Italia, dopo Napoli che ha 370.000 abitanti alla fine del settecento. Il riformismo del regno di Carlo e dei primi anni di Ferdinando I è permesso dai Viceré Fogliani Sforza d'Aragona, Marcantonio Colonna e specialmente Domenico Caracciolo. Nelle questioni religiose avviene l'abolizione del Sant'Uffizio, riduzione del numero dei coventi e contenimento di quello dei religiosi e esproprio e messa l'asta di una parte dei beni ecclesiastici. Contro i baroni avviene la revoca degli usi civici e dell'affitto delle terre demaniali, per cercare di favorire la nascita di un ceto medio, decretano la libertà di commercio e avviene l'istituzione del credito agrario.
Società
Per quanto riguarda la società del Regno di Napoli (escluso il Regno di Sicilia) alla fine del settecento, essa era formata da 4.828.914 abitanti così distribuite come struttura sociale: i feudatari e nobili (che comprendevano all’epoca anche la totalità o quasi del corpo ufficiali), erano 31.000; la borghesia intellettuale delle professioni liberali (principalmente uomini di legge, quindi avvocati, giudici e notai, e medici) erano 40.400; il clero maschile e femminile comprendeva 90.659 persone, di cui 64.000 preti, frati, monaci e 26659 monache. Il resto 4.666.855 delle persone (escluse le professioni liberali) era costituito da contadini, commercianti, operai, artigiani, pastori, addetti alle attività marittime. In percentuale, meno dell’1% della popolazione apparteneva all’aristocrazia, quasi l’1% alla borghesia intellettuale, circa il 2 % al clero e il 97% della popolazione era costituita dal Terzo Stato.  La concentrazione di possedimenti in pochissime mani era più accentuata ancora di quanto queste cifre indichino, poiché all’interno della nobiltà e del clero vi erano sproporzioni sociali rilevanti. Fino almeno agli inizi del secolo XIX esistette la prassi nei casati aristocratici di trasmettere il patrimonio solo al primogenito, in maniera da conservarlo intatto. Gli usi della primogenitura, dei maggioraschi, seniorati, fedecommessi, facevano sì che i figli maschi “cadetti” o femmine fossero esclusi dall’eredità. I 31 mila aristocratici nel 1792 non erano pertanto tutti grandi proprietari terrieri. L’ufficialità militare era formata in quella data interamente da nobili, ma per lo più cadetti. Queste cifre erano tipiche di uno stato dell’Ancien Régime, infatti anche in Francia e in Spagna la società era suddivisa in modo simile. La società francese era costituita rispettivamente per il 2% dalla nobiltà e dal clero mentre la società spagnola era costituita per il 2% da nobili e per il 4% dal clero e la restante parte della popolazione era costituita dal Terzo Stato.
Limiti delle riforme e feudalesimo
Le riforme riuscirono a riformare in parte il Meridione dopo i cupi anni della dominazione spagnola e austriaca e a creare un momento di discontinuità con il passato, ma non riuscirono ad abolire il feudalesimo, grave problema del Mezzogiorno, e non ammodernarono in modo completo il sistema economico e sociale del meridione.
Infatti il possesso della terra e quindi dell'economia, rimase fortemente concentrato per lungo tempo. È stato stimato che nel tardo Settecento, nel Mezzogiorno continentale, esistevano circa 600 famiglie baronali, a cui si aggiungevano una cinquantina di baroni ecclesiastici: i baroni rappresentavano circa l'1% della popolazione totale e detenevano il controllo su oltre il 70% della popolazione rurale in condizione di vassallaggio. Quindici famiglie governavano quasi un quarto della popolazione feudale del Regno, ovvero circa 700.000 persone.  Un esempio della vastità dei feudi è rappresentato dall’Irpinia, in questa provincia il possedimento feudale del casato dei Caracciolo di Avellino, riuniva nel 1798 una serie di baronie che coprivano complessivamente una superficie di 220 chilometri quadrati, ossia 22.000 ettari, negli stessi anni il feudo a Sant’Angelo dei Lombardi era definito come un vero è proprio Stato con 245,62 km², costituendo il 29% della superficie territoriale di quell’area,  esso aveva una popolazione di 20.607 abitanti, pari al 34.52% della popolazione dell’Alta Irpina e al 5,58% dell’intera provincia. Non solo i nobili erano proprietari di feudi ma anche il sovrano e la famiglia reale,  la casata dei Borboni di Napoli possedeva sia i beni della corona, sia i beni detti allodiali del monarca, sua proprietà personale e diretta, questi ultimi comprendevano i seguenti feudi: Altamura, Borbona, Campli, Cantalice, Castellammare, Cittaducale, Leonessa, Montereale, Ortona a Mare, Penne, Pianella, Posta, Rocca Guglielma, San Giovanni in Carico, San Valentino.
Ultimo decennio del settecento e periodo Napoleonico
Nell’ultimo decennio del Settecento il periodo del dispotismo illuminato terminò anche a Napoli, Ferdinando I licenziò il Tanucci e si comportò in modo sempre più autoritario, per paura che scoppiasse una rivoluzione come in Francia e questo tipo di governo continuo anche dopo la restaurazione, esempi di queste repressione sono la controrivoluzione dell’esercito della Santa Fede contro la Repubblica Partenopea e la repressione delle costituzioni date nel 1820 e dei moti del 1830, anche se in massima parte le riforme in campo socio-economico fatte durante il periodo Napoleonico vennero lasciate come ad esempio le leggi eversive della feudalità promosse a Napoli nel 1806.
Il Meridione nell’ottocento
Durante il congresso di Vienna Ferdinando I riunì i Regni di Napoli e di Sicilia nel Regno delle due Sicilie. Successivamente con il governo di Ferdinando II si sviluppò un modesto processo d'industrializzazione che riguardava principalmente le grandi città Napoli, Palermo e Catania. In questi anni infatti nel Meridione si sviluppano i primi impianti industriali, le prime ferrovie e venne aumentato notevolmente il numero dei navigli. A limitare questi progressi c’erano però notevoli problemi che riguardavano, nella prospettiva sociale: la forte gerarchizzazione della società, l’accentramento delle risorse e degli investimenti in alcune aree, un ridotto numero di vie di comunicazione terrestri e le alte percentuali di analfabeti. Mentre i problemi dal punto di vista economico riguardavano il basso investimento endogeno nell’industrializzazione, che infatti dipendeva fortemente dal capitale straniero e pubblico,  dalla mancanza di un sistema creditizio moderno e specialmente da un settore primario che si basava quasi esclusivamente sul latifondo.
Le riforme

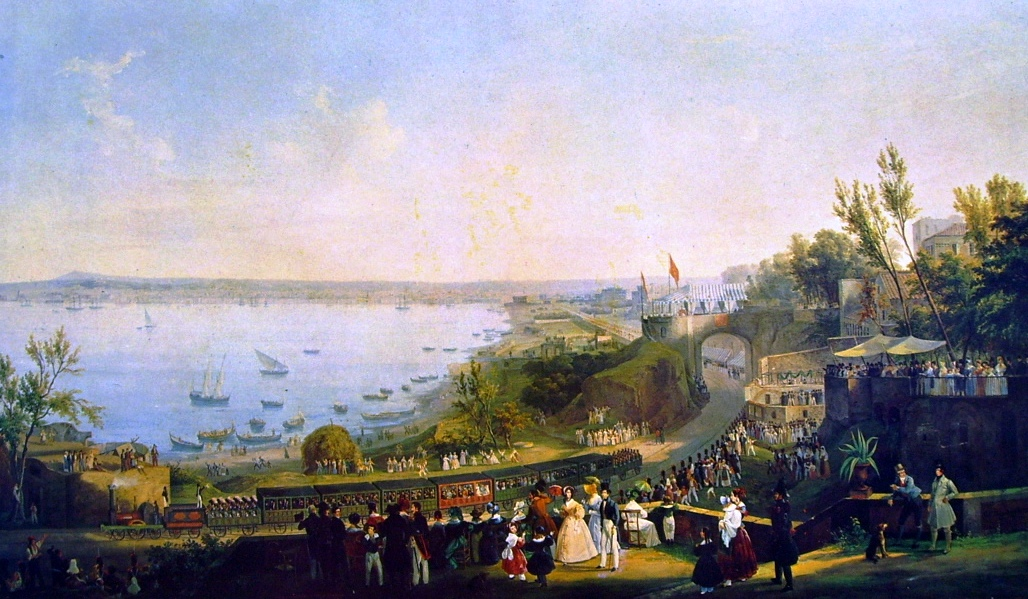
Inaugurazione della ferrovia Napoli-Portici

In questi anni nel meridione si svilupparono nuove vie di comunicazione, questo si può constatare nella realizzazione della prima tratta della ferroviaria italiana la Napoli-Portici nel 1839, a cui si aggiungeranno un'altra linea sull'asse Napoli-Castellammare e le due tratte sono servite da corse regolari aperte ai diversi strati della popolazione, con apposite carrozze di prima, seconda e terza classe. Nel 1845 iniziano gli studi per l'ambizioso progetto della Napoli-Brindisi; nel 1856 viene completata la linea Napoli-Nola-Sarno. Lo sviluppo delle ferrovie non è l'unico segno di modernità viene costruito il ponte real Ferdinando, in ferro sul Garigliano, il secondo sul continente europeo, seguito da quello sul fiume Calore. Tra il 1830 e il 1856 vengono aperte oltre 3 mila miglia di strade consolari così da quadruplicare la rete stradale persistente.

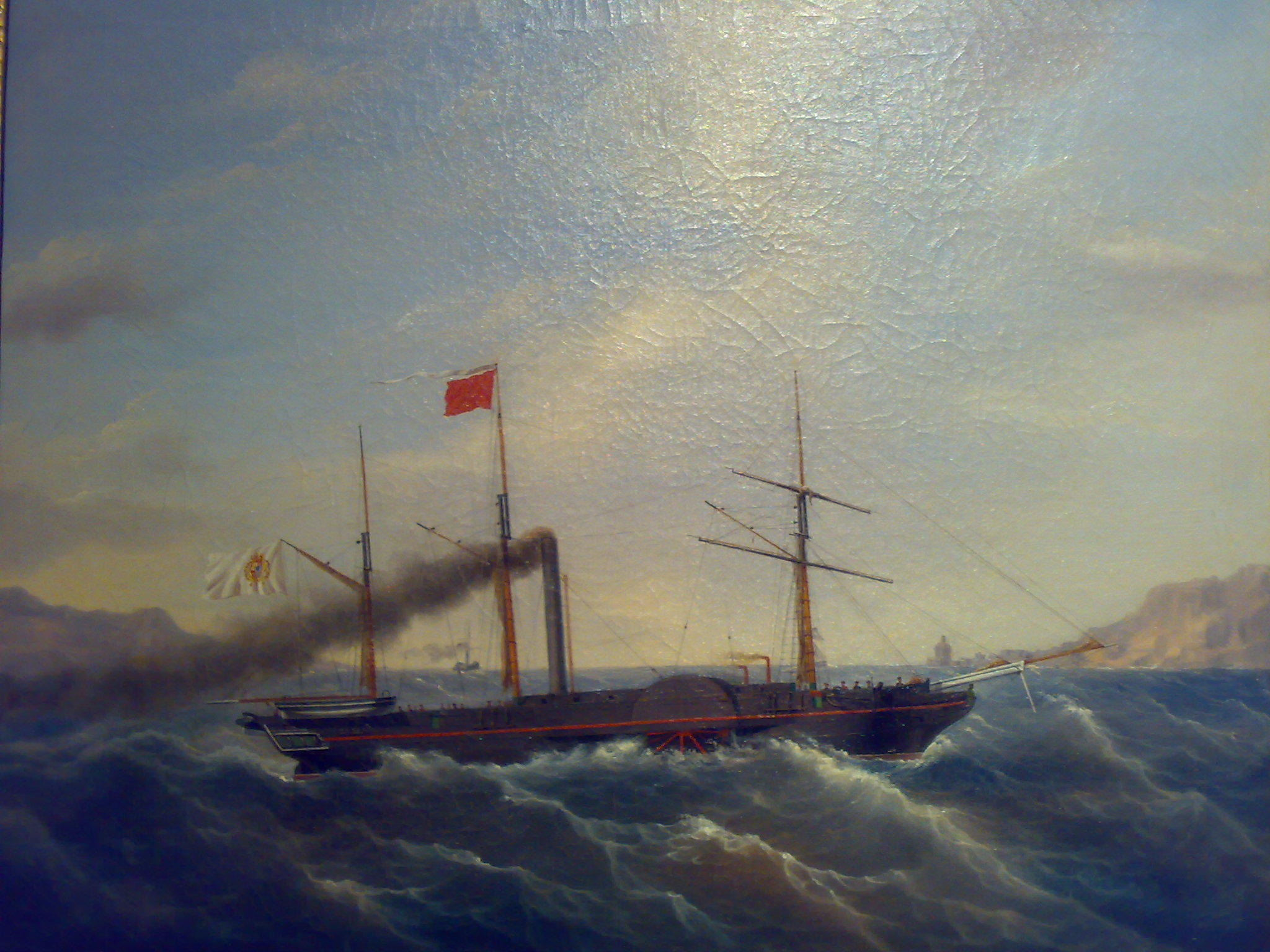
La “Ferdinando I” è la prima nave a vapore che ha solcato il Mediterraneo

Per quanto riguarda la cantieristica navale a Napoli viene varata la prima nave a vapore la “Ferdinando I” e migliorati i cantieri navali di Napoli e Castellammare che superano quelli di Genova per tonnellaggio. Nei cantieri navali si moltiplicano in pochi anni i bastimenti che passano da 8 mila tonnellate nel 1824 alle 100 mila tonnellate raggiunte nel 1835 e poi alle 250 mila tonnellate nel 1860. Di pari passo vanno ad aumentare le attenzioni riservate ai porti con la creazione di nuovi bacini: a Castellammare, Gallipoli, Molfetta, Gaeta, Ortona, Barletta, Ischia e Bari; sono dotati di un moderno faro a fanale a eclissi con apparato lenticolare i porti di Nisida, Napoli e Castellammare. 
Gli investimenti nelle vie di comunicazione favoriscono lo sviluppo dell'industria, nel 1835 si contano 117 fabbriche di lana, le cartiere lefebvre e Polsinelli, arrivano a impiegare oltre mille dipendenti. In ritardo risulta lo sviluppo dell'attività metalmeccanica, con lo sviluppo dell'attività da parte d'industria private come la Marcy e Henry, l'opificio Zino e Henry, la Guppy e Pattinson, Reali ferriere ed Officine di Mongiana e soprattutto, delle Officine di Pietrasa, a capitale pubblico, che costituivano il maggiore complesso industriale italiano.

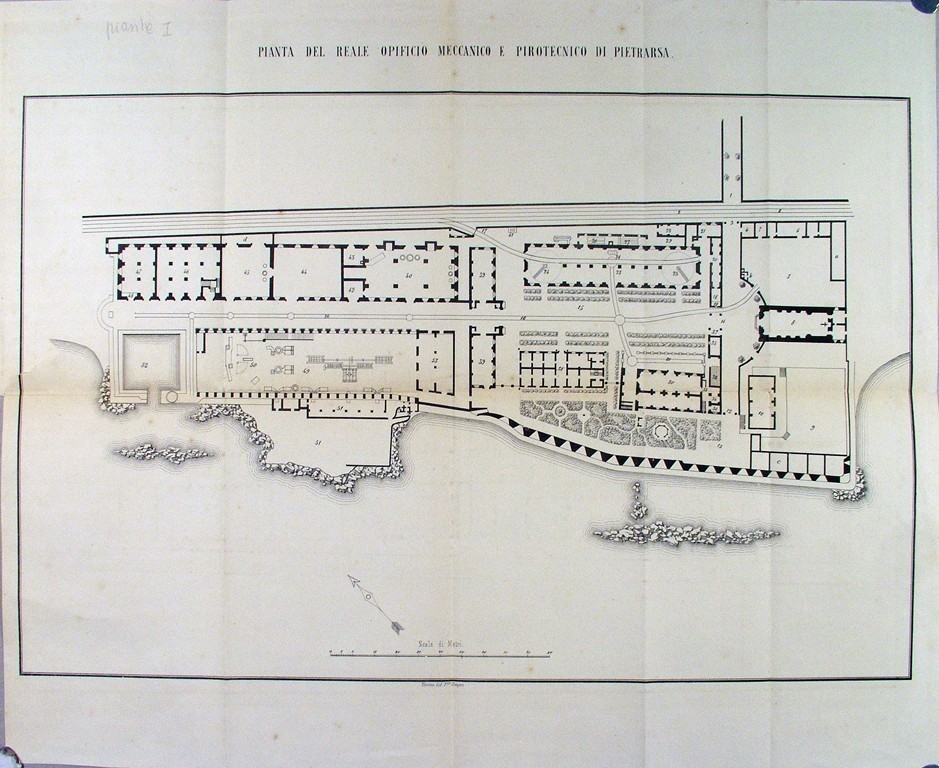
Pianta del Reale Opificio meccanico e pirotecnico di Pietrarsa, pubblicata nel volume Sullo stabilimento metallurgico e meccanico di Pietrarsa, Torino 1861. Relazione del Signor Cavaliere Sebastiano Grandis ispettore delle strade ferrate dello Stato.

L'attività mineraria è molto fiorente, le miniere di zolfo sono gestite da investimenti Francesi e Inglesi, coprono l'80% del fabbisogno mondiale.
Gli istituti di credito
Molto poco venne fatto sul piano creditizio le banche rimasero poche, di queste la più importante era il Banco delle Due Sicilie, istituto creditizio statale che venne creato da Gioacchino Murat dalla fusione di otto banchi pubblici, venne affiancata a questa le banche fruttuaria(1831-1857), del tavoliere (1834-1839) e dell’ofanto, queste ebbero difficoltà nel concorrere con il banco statale e alla fine fallirono.
Per incentivare lo sviluppo delle classi meno ambienti si cercarono di creare le casse di risparmio. Questi erano degli istituti di credito che cercavano di invogliare le classi più umili al risparmio. Furono istituite due una a Napoli e un'altra a Palermo, l’iniziativa però non riuscì ad avere il successo sperato sia per la mancanza di fondi che per l’avversione della popolazione.
Ebbero invece successo i monti frumentari che furono ampliati e fondati nuovi, così il Regno arrivò a contarne 700 nel solo continente, il loro scopo era somministrare le semenze ai contadini il cui prezzo veniva restituito a bassissimo interesse, in questo modo si favoriva da un lato lo sviluppo dell’agricoltura e dall’altro si aumentava la coesione sociale e si diminuivano possibili rivolte. Per evitare lo sviluppo dell’usura furono istituiti i monti pecuniari nel 1833, essi avevano lo scopo di prestare piccole somme di denaro a bassi interessi (non più di dieci ducati all’interesse del 6%).
Società
In questi anni l’economia meridionale sviluppò un'economia fortemente gerarchizzata, al cui vertice erano presenti borghesi di origine straniera, che spesso per il basso numero di istituti di credito diventavano anche banchieri, infatti nacque la figura del mercante-banchiere, essi erano i Rothschild di Napoli, massimi creditori dello Stato, i banchieri svizzeri Meuricoffre e Appelt, diversi commercianti inglesi, Ingham-Whitaker, Woodhouse, Close, Rogers e altri. In posizione di partner minoritari c’erano gli investitori napoletani e siciliani, questi erano i Volpicelli, i Ricciardi, i Buono, i Falanga, i De Martino, i Montuori, i Sorvillo e i Florio. Questi ultimi ebbero importanti successi economici e riuscirono a divenire partner maggiori. In questi anni si sviluppò specialmente nelle campagne una borghesia meridionale che derivava dal ceto militare e impiegatizio che aveva avuto importanti concessioni nel periodo murattiano, essa si fuse negli anni successivi con la nobiltà, andando a formare un'unica classe sociale chiamata “galantuomini”, questi però non portarono grandi cambiamenti nel sistema agricolo, che rimaneva legato all’infruttuoso latifondo. Uno spaccato della società meridionale, può essere dato utilizzando i dati riferiti alla città di Napoli, che aveva 400.813 abitanti nel 1840, socialmente così ripartiti: 16.878 possidenti (5%), 7142 professionisti in professioni liberali (2%), 11167 pubblici impiegati (4%), 18148 militari (6%), 11902 pensionati (4%), 6610 ecclesiastici (2%), 2830 lavorano presso gli enti di beneficenza (0,7%), 80457 commercianti, artigiani, operai ecc. (25%), 168.052 lavoratori giornalieri, venditori ambulanti, mendicanti ecc…(41%). Dell’ultima categoria fanno anche parte i lazzari. Per fattori storici e per il carattere assolutista e accentratrice della monarchia borbonica una buona parte della popolazione al qua dal faro, cioè nell’ex Regno di Napoli, si concentrava nella capitale, infatti Napoli e casali, avevano nel 1848, 495.942 abitanti, che corrispondeva al 7,6% della popolazione del Regno al qua dal faro. Per via dell’accentramento la maggioranza dei lavoratori che si occupa della burocrazia e del commercio si trovava nella capitale. La ripartizione dei lavoratori nel mezzogiorno non insulare nel 1848 era la seguente: dei 30.677 impiegati 11.740 erano occupati a Napoli (38,26%), dei 3.702 avvocati, nella capitale stavano 3.036 (82%), dei 39.996 commercianti del ex Regno di Napoli 13.407 (33,53%) stavano nella capitale, gli addetti alle attività marittime erano 37.275 di questi 8.338 (22,36%) avevano attività a Napoli e dei 312.219 operai, artigiani e garzoni a Napoli e casali erano presenti 102.947 abitanti (32,98%). 
Il Numero totale di indigenti nel 1820 nel solo mezzogiorno non insulare era di 189.686 (3,3%), secondo altre fonti quarant’anni più tardi il numero dei mendicanti nell’intero Regno era di centoventimila persone ovvero l’1,4% della popolazione, la percentuale era minore della Lombardia 1,6%, della Romagna 2,11%, dell’Umbria 2,14% e Toscana 1,83%.
Limiti delle riforme e latifondismo
Se da una parte è innegabile che il Regno delle due Sicilie sia stato attraversato da riforme che favorirono un parziale processo industrializzazione nei primi anni del regno di Ferdinando II, è importante ricordare anche i limiti di queste politiche. Il primo limite riguarda il fatto che la stagione delle riforme che va dal 1830 aI 15 maggio del 1848 data in cui inizia la repressione delle riforme costituzionali dovute ai moti del gennaio del 1848 che avevano portato all'approvazione della costituzione regno, i fatti del 15 maggio avevano allontanato le intellighenzie napoletano e i liberali italiani che cominciarono a disprezzare i Borbone e il dinamismo dei primi anni fu frenato da una politica economica più parsimoniosa rispetto alla draconiana economia di Cavour che fu però sicuramente più fruttuosa sul lungo periodo. Il secondo limite riguarda il fatto che il Regno delle Due Sicilie continuava ad avere un'economia incentrata sull'agricoltura anche se con un modesto settore secondario e terziario, il settore primario occupava il 62% della forza lavoro, il secondario e il terziario entrambi occupavano il 19% della popolazione. Il terzo limite riguardano anche il mancato sviluppo di una forte borghesia industriale, infatti la stragrande maggioranza delle industrie sono realizzate da capitali stranieri e pubblici, la borghesia meridionale tendeva a dedicarsi maggiormente all'agricoltura, al commercio e ai lavori intellettuali. Questo non è dovuto solo al poco dinamismo dell'intellighenzia meridionale ma anche dei pochi di istituti di credito privati. Il quarto limite riguarda l'entroterra del meridione dove lo Stato non riuscì a favorire lo sviluppo di un settore primario moderno, che rimaneva l'ossatura dell'economia meridionale, tranne per rari casi come le cantine Florio o le tonnara di Favignana, buona parte del meridione era coltivato a latifondo con tecniche agricole arretrate e infruttuose. Queste tecniche economiche produssero una forte concentrazione di beni economici: è stato stimato che alla fine del XVIII secolo 650 latifondisti laici e ecclesiastici controllassero il 60% del prodotto nazionale del meridione continentale, e le riforme di vendita delle terre incolte ed ecclesiastiche andarono spesso ad arricchire ulteriormente le famiglie borghesi, proveniente dal ceto militare e amministrativo, che avevano accresciuto il loro potere durante e dopo il periodo napoleonico. L’egemonia del latifondo nel meridione è confermata dall’esempio del Catanese, che aveva nella prima metà del secolo XIX una ripartizione fondiaria in cui il 51% della superficie apparteneva a fondi dalle dimensioni di circa 200 ettari in media ed il 31% a proprietà che superava gli 800. Eppure la zona di Catania era, in Sicilia, una di quelle con la minore concentrazione di proprietà, ossia di latifondismo. Le ditte catastali con oltre 1000 ettari giungevano da sole al 45% del suolo accatastato nel nisseno ed al 25% nell’ennese.  Soffermandosi sul comune di Bronte, il paese in cui avvenne la sollevazione popolare, per la richiesta delle terre, repressa dai Garibaldini. Nel comune i possedimenti del duca, ovvero l’ex feudatario, coprivano da soli circa la metà dei 30.000 ettari dell’intero territorio comunale. La maggioranza delle terre della restante metà era in mano a 19 proprietari. Il duca e gli altri latifondisti, 20 persone, possedevano l’81% dei fondi. La media proprietà comprendeva l’8% della superficie ed era ripartita in 87 ditte catastali. Infine la piccola proprietà aveva l’11% della superficie ed aveva un altissimo grado di frammentazione in appezzamenti minuscoli, essendo distribuita in 3759 parcelle catastali, le cui dimensioni medie erano inferiori all’ettaro e che non consentivano la formazione di aziende agricole autonome. I piccoli o piccolissimi proprietari potevano quindi coltivare la terra soltanto come integrazione di un'altra professione, che era abitualmente la manovalanza su terre d’altrui proprietà. La struttura piramidale delle proprietà fondiarie di Bronte e l’assetto sociale trasparono da queste cifre: il duca possedeva circa il 50% delle terre; 19 latifondisti oltre il 30%; 87 medi proprietari l’8%; infine 3759 ditte catastali si spartivano l’11% rimanente.

## La condizione dell'Italia al momento dell'unificazione
Secondo la maggioranza degli storici economici erano presenti delle differenze economico-sociali tra il Nord-Ovest e il resto del paese al momento dell’Unita d’Italia ma divennero nette dall'inizio del Novecento e si approfondisce in seguito. Al momento dell'unificazione delle piccole differenze erano presenti nel settore primario presenti specialmente nelle rese dei grano, ad esempio, erano, fra il 1815 e il 1880, di 5-9 quintali per ettaro nel Nord, di 4-8 nel Centro e di 3-7 nel Sud.
Come ha scritto Piero Bevilacqua «al momento dell'Unità d'Italia le distanze tra il Nord e il Sud, sul piano della struttura industriale non erano così rilevanti come lo sarebbero diventate in seguito». Anzi, in talune industrie, come quelle metalmeccanica, conciaria, cartaria e dello zolfo, il Sud non era affatto in una posizione svantaggio. Le ricerche di Stefano Fenoaltea soprattutto hanno rivelato che il vantaggio del Nord si profila e si consolida solo dalla fine dell'Ottocento e non prima. Nel 1871 c'è un modesto vantaggio del Nord: il prodotto pro capite industriale è di 63 lire nel Nord e di 57 nel Sud. In posizione di vantaggio si trovano la Lombardia, il Piemonte e la Liguria, in compagnia, però, della Campania e della Sicilia. Quasi tutto il Centro e il Sud si collocano, comunque, al di sotto della media nazionale, anche se lo scostamento dal valore medio è modesto davvero. Però da ricerche successive di Fenoaltea, valuta uguali solo quantitativamente il settore secondario, ma valuta più produttive le industrie del Nord-Ovest rispetto al resto del paese.
     oltre 1,4
     da 1,1 a 1,4
     da 0,9 a 1,1
     fino a 0,9

Indice normalizzato di industrializzazione delle province italiane nel 1871 (1 è la media nazionale). Fonte: Banca d'Italia.
oltre 1,4
da 1,1 a 1,4
da 0,9 a 1,1
fino a 0,9

All'epoca dell'Unità, i servizi, quanto a valore complessivo prodotto, erano più importanti dell'industria, e rappresentavano poco meno del 30 per cento del prodotto aggregato. Stando ad essi, in tutta Italia la popolazione attiva nel terziario sarebbe il 16-17 per cento del totale. Il Nord avrebbe un vantaggio nel 1861 rispetto al Sud (18 a 15 per cento); il Sud avrebbe un vantaggio nel 1871; nel 1881 vi sarebbe parità. I dati del valore aggiunto dei servizi, elaborati da Emanuele Felice per il 1891, suggeriscono un divario ragguardevole fra il Centro-Nord e il Sud, di circa il 40 per cento, però questo è dovuto al Lazio, data la presenza della capitale, in cui i servizi avevano un peso rilevante, contribuisce molto a questo divario. Il divario, infatti, si riduce al 25 per cento se si esclude il Lazio. Nel 1891, quando cioè sono disponibili dati più attendibili sulle differenze fra regioni in termini di prodotto pro capite, nello stesso anno il Sud era in vantaggio sul Nord per il prodotto agricolo di un 15-20 per cento. La differenza nel prodotto dei servizi in termini pro capite era a vantaggio del Nord di un 30-40 per cento. Nel prodotto industriale, sempre pro capite, nel 1881 esisteva un vantaggio del Nord di un 10 per cento; che nel 1901 si era ampliato al 30 per cento.
Per quanto riguarda i dati sul pil pro capite sono molto più incerti. Il motivo è che il prodotto interno lordo (Pil), l’indicatore macroeconomico che ci fornisce un’approssimazione del reddito annuo, al tempo dell’Unità non esisteva e non veniva quindi misurato. Il Pil fu inventato successivamente negli Stati Uniti durante la Grande depressione, negli anni trenta del Novecento.
Gli storici economici Paolo Malanina e Vittorio Daniele sono comunque riusciti a calcolare un vantaggio del Nord sul Sud nel prodotto pro capite nel 1891 che era fra il 5 e il 10 percento, e sarebbe pressoché assente nel 1861.
Le stime vengono contestate dall’economista Emanuele Felice, secondo Felice nelle stime di Daniele e Malanima emergono due punti critici: il primo riguarda il calcolo del PIL totale regionale che è stimato sulla popolazione di allora ma con i confini regionali attuali, quindi si alza di molto il valore ad esempio della Campania (che nel 1891 salirebbe da 97 a 110, fatta 100 l’Italia) e fa crollare quello del Lazio (nello stesso anno da 137 a 105). Questo è dovuto dal fatto che la Campania ha perso importanti territori, che il Lazio ha guadagnato, che sono le province di Latina e Frosinone. Di conseguenza il Pil per abitante della Campania in età liberale è balzato in alto perché il Pil totale che includeva una popolazione più ampia, comprese Latina e Frosinone, è stato diviso per un numero di abitanti minore, senza Latina e Frosinone, mentre quello del Lazio è crollato, il Pil totale si riferiva a una popolazione più piccola ed è stato diviso per un numero di abitanti più alto.
La seconda distorsione a favore del Mezzogiorno è dovuta all’utilizzo dell’industria basata sulla stima preliminare di Fenoaltea, che sottovalutava di molto, il divario Nord-Sud, in quanto non teneva conto delle differenze di produttività.
Fatte queste premesse Felice stima il divario del PIL totale nel 1870 del 19%, infatti se l’Italia valeva 100, il Mezzogiorno presentava un Pil per abitante di 90, il Centro-Nord di 106. Felice è riuscito anche a calcolare il reddito medio in base ai prezzi del 2011 (un artificio che ci serve per dare al lettore un ordine di grandezza), esso era allora di appena 2.049 euro all’anno. Un meridionale guadagnava in media 1.844 euro all’anno, circa 154 euro al mese (5 euro al giorno); un cittadino del Centro-Nord 2.172 euro, ovvero 181 euro al mese (6 euro al giorno).
Felice concorda però sulle importanti differenze all’interno del Mezzogiorno. Al Sud spiccava il primato della Campania, l’antica regione capitale, che ospitava la città più popolosa dell’Italia, oltre che i ricchi possidenti meridionali: fatta 100 l’Italia, il suo Pil pro capite era 107, sopra la media nazionale. Seguivano con 94 la Sicilia, regione con un forte tessuto urbano, un’importante attività terziaria e un’agricoltura diversificata; poi la Puglia con 89, grazie all’agricoltura. Poi seguivano l’Abruzzo e il Molise con 80, la Sardegna con 78, infine la Calabria 69 e la Basilicata 67. Nel Centro-Nord troviamo il Lazio con 146, regione allora più piccola, che occupava quasi solo la provincia di Roma. Il Pil del Lazio risulta molto elevato poiché negli stati preindustriali le capitali eccellevano anche più di ora, perché lì si concentravano i servizi, che avevano un differenziale di reddito rispetto all’industria e all’agricoltura più alto di quanto non sia oggi. Di conseguenza più la superficie della regione è piccola più il Pil sarà alto. Dopo il Lazio abbiamo la Liguria 139, la prima regione del futuro Triangolo industriale e che pure convogliava una quota importante dei servizi, oltre a una nascente industria, seguita dalla Lombardia 111. Vi erano quindi le altre regioni, tutte intorno alla media nazionale, ad eccezione delle Marche 82, ultime nel Centro-Nord e quasi allo stesso livello di Abruzzo e Molise.
Felice quindi concorda con Malanina e Daniele sulla mancanza di una netta dicotomia Nord-Sud, afferma però comunque a differenza dei due studiosi che era comunque presente un gap maggiore di quello calcolato in precedenza e che mancava una differenza Ovest-Est, anche se afferma che i redditi più alti si concentravano nelle regioni più urbanizzate e di più antica tradizione manifatturiera che si trovavano solitamente sul versante tirrenico.
Felice ha calcolato il Pil anche per altre regioni italiane nel 1871, tenendo conto che Italia è uguale a 100: Piemonte 103, Veneto 101, Abruzzo e Molise 80, Liguria 139, Emilia-Romagna 95, Campania 107, Lombardia 111, Toscana 105, Puglia 89, Marche 82, Basilicata 67, Umbria 99, Calabria 69, Lazio 146, Sicilia 94, Sardegna 78. Di conseguenza Nord-Ovest 111, Nord-Est e Centro 103, Centro-Nord 106, Sud e Isole 90.

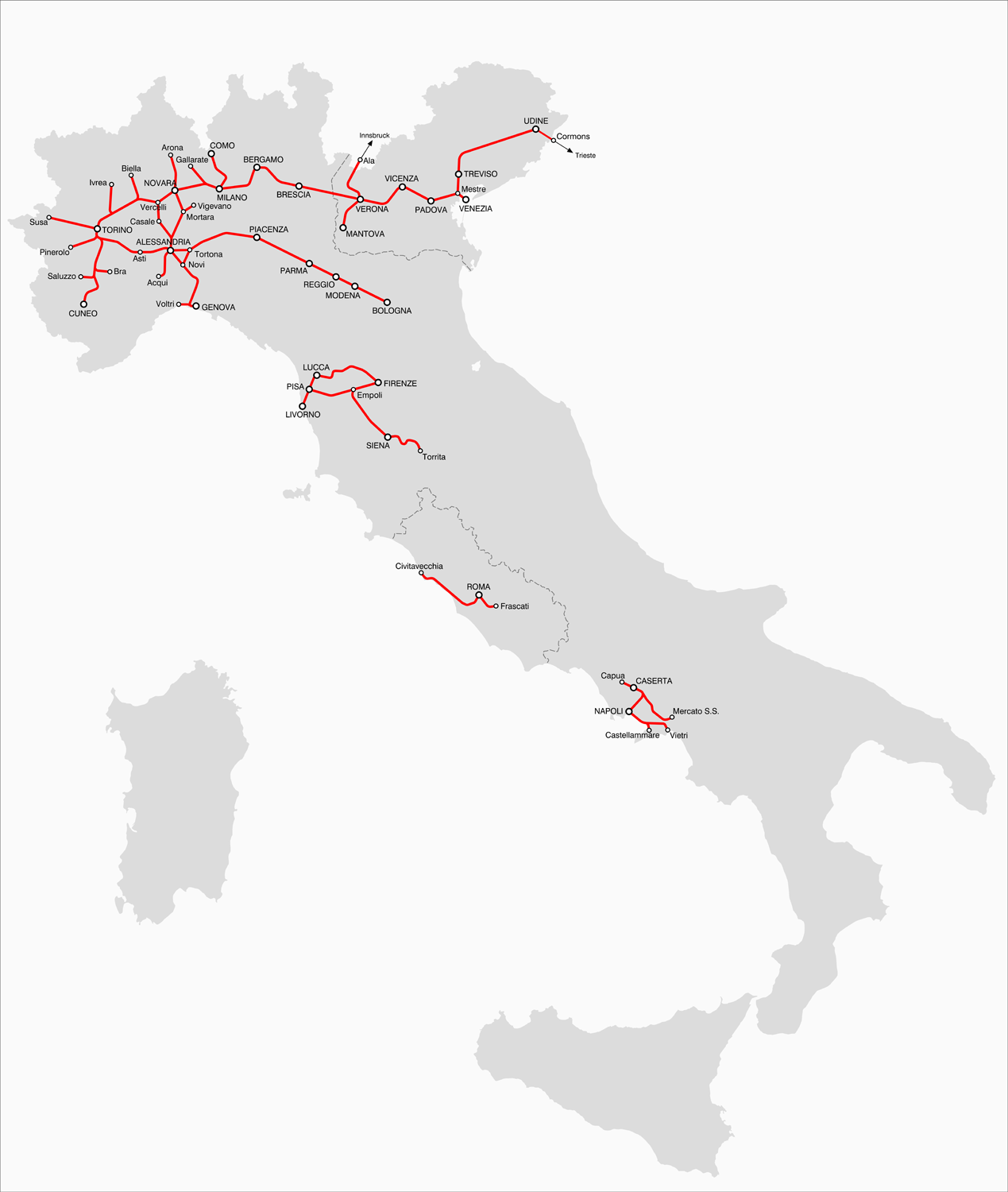
Alla proclamazione del regno d'Italia, nel 1861, erano in esercizio nella penisola 2.521 km di strade ferrate (alla stessa data in Germania 11.000 km, in Inghilterra 14.600, in Francia 4.000). Alla vigilia dell'Unità, nel 1859, la rete ferroviaria piemontese per 819 km, quella del Lombardo-Veneto per 522 km, quella dello Stato Pontificio per 257 km, quella dell' Granducato di Toscana 101 km, e quella del Regno delle due Sicilie per 99 km.

Oltre ad aver calcolato a ritroso il Pil per abitante nelle macro regioni e nelle singole regioni nel 1871, Felice cerca di fare lo stesso con i dati per le macro regioni del 1861. Tenendo conto che negli anni sessanta dell’Ottocento la crescita dell’Italia risultò pressoché nulla, infatti il tasso di aumento del Pil pro capite fu inferiore allo 0,4% annuo, e valutando l’effetto negativo delle politiche liberiste che danneggiarono l’industria del mezzogiorno, essendo meno produttiva, ma che allo stesso modo favorirono le esportazioni dell’agricoltura, soprattutto dalle colture ad alto valore aggiunto (viticoltura, olivicoltura, prodotti ortofrutticoli) in Puglia e in Sicilia, ma anche in Calabria e nella zona del Vulture (Basilicata), e l’industria agroalimentare ad essa legata, pure in Abruzzo e in Campania, anche se valutò anche i danni provocati dalla guerra civile che prende il nome di brigantaggio. Di conseguenza ipotizza che i dati regionali del 1860 dovevano essere inferiori rispetto a quelli del 1870 in Puglia, Sicilia e Abruzzo, che avevano tratto maggiore giovamento dalle politiche liberiste e avevano sofferto di meno per il brigantaggio e superiori o stazionari in Campania, Calabria e Basilicata, questo perché la prima regione fu la più colpita dalle politiche liberiste, per la più alta concentrazione di industrie e le altre due furono le regioni in cui imperversò maggiormente la repressione del brigantaggio.
Fatte queste premesse Felice ipotizza che nel 1861 il totale del Mezzogiorno fosse intorno all’85% della media nazionale, cioè quattro o cinque punti sotto il dato di un decennio dopo (essendo cresciuto di più, il suo punto di partenza era più basso). Anche se stima un margine di incertezza del 5% e conclude che all’Unità d’Italia il Pil del Mezzogiorno era circa l’80-90% della media italiana; ovvero (restringendo la forchetta per arrotondare) fra il 75 e l’80% di quello del Centro-Nord.
Quindi in conclusione secondo le stime di Malanina e Daniele nel 1891 il divario Nord-Sud nel prodotto pro capite era dell'ordine del 5-10 per cento e nel 1861 lo calcolano di poco inferiore o nullo rispetto al Nord. Secondo le stime di Felice nel 1861 le differenze del Pil tra il Nord e il Sud erano maggiori ed erano valutate tra il 20-25 per cento.
Tutti però concordano che altre differenze erano ben più significative cioè quelle sociali che riguardavano l'alfabetizzazione e il maggior sviluppo di infrastrutture per cui riassume Vera Zamagni nel 2010 da quanto emerge dalle ricerche disponibili sull'economia italiana all'indomani dell'Unità e sui divari regionali, scrivendo: «nell'età preindustriale non possiamo attenderci di trovare una grande differenza nel prodotto nazionale pro capite fra le diverse regioni agrarie. È, tuttavia, di grande importanza prendere in esame altri indicatori che possano spiegare perché un'area, che mostra un reddito pro capite simile a quello di un'altra area, è capace ad un certo punto di decollare grazie allo slancio del settore industriale, mentre l'altra resta stagnante».
In conclusione il settore trainante dell'Italia preunitaria era l'agricoltura, che usava tecniche arretrate, lo sviluppo del settore secondario e del terziario erano modesti ed erano finanziati maggiormente da capitale pubblico e straniero, tranne in certe zone della Lombardia dove era maggiore il capitale privato.
Successivamente visto che il Risorgimento fu alimentato prevalentemente da fattori ideali e culturali, piuttosto che economici, senza tener conto dei vari particolarismi regionali, e della debolezza del neonato Regno d'Italia e attraverso lo sviluppo Piemontesizzazione cioè di un modello economico-amministrativo molto centralizzato, che aumentò in modo molto significativo le differenze regionali e senza una politica di redistribuzione delle terre, problema immenso per il meridione, che mantenne i latifondi fino alla legge stralcio n. 841 del 21 ottobre 1950; le differenze economiche si acuirono inizialmente tra il nord-ovest e il resto del paese e in parte si colmarono solo durante il boom economico, ma rimangono ancora oggi forti differenze, specialmente tra il nord e il sud del paese.

### Fonti enciclopediche
- L'Italia preunitaria: economia e società, su treccani.it.

### Documentari e lezioni video
- Storia dell'economia, RaiPlay.
- Giovanni Federico, Serie storiche. Storia economica d'Italia, Liberi oltre le illusioni.

### Dati storici
- Maddison Historical Statistics, su rug.nl.